# Lijst van Amstrad CPC-spellen
De lijst van Amstrad CPC-spellen bevat computerspellen die uitgegeven zijn voor de Amstrad CPC.
| Titel                                                                  | Jaar | Uitgever                                                              | Genre                                 |
| ---------------------------------------------------------------------- | ---- | --------------------------------------------------------------------- | ------------------------------------- |
| 007: Licence to Kill                                                   | 1989 | Domark Software                                                       | Actiespel Autoracespel                |
| 100% Dynamite                                                          | 1990 | Ocean Software                                                        |                                       |
| 10 Mega Games Volume One                                               | 1988 | Gremlin Graphics Software                                             |                                       |
| 10th Frame                                                             | 1986 | U.S. Gold                                                             | Sportspel                             |
| 1815                                                                   | 1985 | Cobra Soft                                                            | Strategiespel                         |
| 1942                                                                   | 1986 | Elite Systems                                                         | Actiespel                             |
| 1943: The Battle of Midway                                             | 1988 | GO!                                                                   | Actiespel                             |
| 1st Division Manager                                                   | 1991 | Codemasters                                                           | Sportspel                             |
| 20,000 Leagues Under the Sea                                           | 1988 | Coktel Vision                                                         | Avonturenspel                         |
| 2 Player Soccer Squad                                                  | 1991 | D&H Games                                                             | Sportspel Strategiespel               |
| 3D Boxing                                                              | 1985 | Amsoft                                                                | Sportspel                             |
| 3D-Pinball                                                             | 1989 | Mastertronic                                                          | Actiespel                             |
| 3D Starstrike                                                          | 1985 | Realtime Games Software                                               | Actiespel                             |
| 3D Stunt Rider                                                         | 1985 | Amsoft                                                                | Autoracespel Sportspel                |
| 3D Time Trek                                                           | 1985 | Anirog Software                                                       | Actiespel                             |
| 4 in 1 (Hit Pak)                                                       | 1986 | Elite Systems                                                         | Actiespel Sportspel                   |
| 4 Soccer Simulators                                                    | 1989 | The Codemasters Software Company Limited                              | Sportspel                             |
| 4x4 Off-Road Racing                                                    | 1988 | U.S. Gold                                                             | Actiespel Autoracespel                |
| 720°                                                                   | 1988 | U.S. Gold                                                             | Sportspel                             |
| 750cc Grand Prix                                                       | 1989 | Codemasters                                                           | Actiespel Autoracespel                |
| A 320                                                                  | 1988 | Loriciels                                                             | Avonturenspel Simulatiespel           |
| AAARGH!                                                                | 1989 | Melbourne House                                                       | Actiespel                             |
| Abracadabra                                                            | 1988 | Proein S.L.                                                           | Avonturenspel                         |
| Abu Simbel Profanation                                                 | 1985 | Dinamic Software                                                      | Actiespel                             |
| ACE 2                                                                  | 1987 | Artronic Limited                                                      | Simulatiespel                         |
| ACE: Air Combat Emulator                                               | 1986 | Cascade Games                                                         | Simulatiespel                         |
| Ace of Aces                                                            | 1986 | U.S. Gold                                                             | Actiespel Simulatiespel               |
| Acheton                                                                | 1988 | Topologika Software                                                   | Avonturenspel                         |
| Acrojet                                                                | 1987 | U.S. Gold                                                             | Simulatiespel                         |
| Action Fighter                                                         | 1989 | Firebird Software                                                     | Actiespel Autoracespel                |
| Action Force                                                           | 1988 | Virgin Games                                                          | Actiespel                             |
| The Addams Family                                                      | 1992 | Ocean Software                                                        | Actiespel                             |
| Addicted to Fun: Ninja Collection                                      | 1991 | Ocean Software                                                        |                                       |
| Adidas Championship Football                                           | 1990 | Ocean Software                                                        | Sportspel                             |
| Admiral Graf Spee                                                      | 1984 | Amsoft                                                                | Simulatiespel Strategiespel           |
| Advanced Destroyer Simulator                                           | 1990 | Futura                                                                | Simulatiespel                         |
| Advanced Pinball Simulator                                             | 1988 | The Codemasters Software Company Limited                              | Actiespel Simulatiespel               |
| Adventure 1                                                            | 1984 | Amsoft                                                                | Avonturenspel                         |
| Adventure A: Planet of Death                                           | 1985 | Artic Computing                                                       | Avonturenspel                         |
| Adventure B: Inca Curse                                                | 1984 | Paxman Promotions                                                     | Avonturenspel                         |
| Adventure D: Espionage Island                                          | 1985 | Artic Computing                                                       | Avonturenspel                         |
| Adventure Quest                                                        | 1984 | Level 9 Computing                                                     | Avonturenspel                         |
| The Adventures of Bond... Basildon Bond                                | 1986 | Probe Software                                                        | Actiespel Avonturenspel               |
| African Trail Simulator                                                | 1990 | Positive                                                              | Actiespel Autoracespel                |
| After Burner                                                           | 1988 | Activision                                                            | Actiespel                             |
| Aftermath                                                              | 1988 | Alternative Software                                                  | Actiespel                             |
| Afteroids                                                              | 1988 | Zigurat                                                               | Actiespel                             |
| After the War                                                          | 1989 | Dinamic Software                                                      | Actiespel                             |
| Agent Orange                                                           | 1986 | A&F Software                                                          | Actiespel                             |
| Agent X II: The Mad Prof's Back!                                       | 1987 | Mastertronic                                                          | Actiespel                             |
| Airborne Ranger                                                        | 1988 | MicroProse Software                                                   | Actiespel Simulatiespel               |
| Air / Sea Supremacy                                                    | 1991 | Ubisoft                                                               |                                       |
| Airwolf                                                                | 1985 | Amsoft                                                                | Actiespel                             |
| Airwolf II                                                             | 1987 | MCM Software                                                          | Actiespel                             |
| Ajax                                                                   | 1989 | Ocean Software                                                        | Actiespel                             |
| A.L.C.O.N.                                                             | 1987 | Imagine                                                               | Actiespel                             |
| Alex Higgins' World Snooker                                            | 1985 | Amsoft                                                                | Sportspel                             |
| Alien                                                                  | 1985 | Amsoft                                                                | Strategiespel                         |
| Alien 8                                                                | 1985 | Ultimate Play the Game                                                | Actiespel                             |
| Aliens                                                                 | 1987 | Electric Dreams Software                                              | Actiespel                             |
| Aliens: The Computer Game                                              | 1987 | Electric Dreams Software                                              | Actiespel                             |
| Alien Storm                                                            | 1991 | U.S. Gold                                                             | Actiespel                             |
| Alien Syndrome                                                         | 1988 | ACE                                                                   | Actiespel                             |
| Alpine Games                                                           | 1987 | Atlantis Software Limited                                             | Sportspel                             |
| Altered Beast                                                          | 1989 | Activision                                                            | Actiespel                             |
| Amaurote                                                               | 1987 | Mastertronic                                                          | Actiespel                             |
| The Amazing Spider-Man and Captain America in Dr. Doom's Revenge!      | 1990 | Empire Software                                                       | Actiespel                             |
| A.M.C.: Astro Marine Corps                                             | 1989 | Dinamic Software                                                      | Actiespel                             |
| Amelie Minuit                                                          | 1985 | ERE Informatique                                                      | Avonturenspel                         |
| American Football                                                      | 1984 | Argus Press Software                                                  | Sportspel                             |
| American Tag-Team Wrestling                                            | 1992 | Zeppelin Games Limited                                                | Actiespel Sportspel                   |
| Anarchy                                                                | 1987 | Hewson Consultants                                                    | Actiespel                             |
| The Ancient Art of War                                                 | 1990 | Brøderbund Software                                                   | Strategiespel                         |
| Android One: The Reactor Run                                           | 1985 | Vortex Software                                                       | Actiespel                             |
| Android Two                                                            | 1985 | Vortex Software                                                       | Actiespel                             |
| Andy Capp                                                              | 1988 | Mirrorsoft                                                            | Actiespel Avonturenspel               |
| Angel Nieto Pole 500                                                   | 1990 | Opera Soft                                                            | Autoracespel Sportspel                |
| Angleball                                                              | 1987 | Mastertronic                                                          | Actiespel Sportspel                   |
| Animal Vegetable Mineral                                               | 1984 | Amsoft                                                                | Educatiespel                          |
| Annals of Rome                                                         | 1986 | Personal Software Services                                            | Strategiespel                         |
| APB                                                                    | 1989 | Domark Software                                                       | Actiespel Autoracespel                |
| A Question of Scruples: The Computer Edition                           | 1987 | Leisure Genius                                                        | Strategiespel                         |
| A Question of Sport                                                    | 1988 | Elite Systems                                                         | Simulatiespel                         |
| Arachnophobia                                                          | 1991 | Titus France                                                          | Actiespel                             |
| Arcade Flight Simulator                                                | 1989 | Codemasters                                                           | Actiespel                             |
| Arcade Force Four                                                      | 1988 | U.S. Gold                                                             | Actiespel Sportspel                   |
| Arcade Fruit Machine                                                   | 1990 | Zeppelin Games Limited                                                | Simulatiespel                         |
| Arcade Muscle                                                          | 1989 | U.S. Gold                                                             |                                       |
| Arcade Trivia Quiz                                                     | 1989 | Zeppelin Games Limited                                                | Educatiespel                          |
| The Archers                                                            | 1987 | Mosaic Publishing                                                     | Avonturenspel                         |
| Archon II: Adept                                                       | 1989 | Electronic Arts                                                       | Actiespel Strategiespel               |
| Archon: The Light and the Dark                                         | 1985 | Electronic Arts                                                       | Actiespel Strategiespel               |
| Arcticfox                                                              | 1988 | Electronic Arts                                                       | Actiespel Simulatiespel               |
| Arkanoid                                                               | 1987 | Imagine Software                                                      | Actiespel                             |
| Arkanoid: Revenge of Doh                                               | 1988 | Imagine Software                                                      | Actiespel                             |
| Army Moves                                                             | 1986 | Dinamic Software                                                      | Actiespel                             |
| Arnhem: The 'Market Garden' Operation                                  | 1985 | Cases Computer Simulations                                            | Strategiespel                         |
| Artura                                                                 | 1989 | Gremlin Graphics Software                                             | Actiespel                             |
| Asphalt                                                                | 1987 | Ubisoft                                                               | Actiespel                             |
| Assault On Port Stanley                                                | 1985 | Amsoft                                                                | Actiespel                             |
| Associe                                                                | 1989 | Carraz editions                                                       | Educatiespel                          |
| Asterix and the Magic Cauldron                                         | 1986 | Melbourne House                                                       | Actiespel                             |
| Astérix et la Potion Magique                                           | 1986 | Coktel Vision                                                         | Actiespel                             |
| The Astonishing Adventures of Mr. Weems and the She Vampires           | 1987 | Piranha                                                               | Actiespel                             |
| Astro Plumber                                                          | 1985 | Blue Ribbon Software                                                  | Actiespel                             |
| The A-Team                                                             | 1989 | Zafiro                                                                | Actiespel                             |
| ATF: Advanced Tactical Fighter                                         | 1988 | Digital Integration                                                   | Actiespel                             |
| Atom Ant                                                               | 1990 | Hi-Tec Software                                                       | Actiespel                             |
| Atomic Driver                                                          | 1988 | Loriciels                                                             | Actiespel Autoracespel                |
| Attack of the Killer Tomatoes                                          | 1986 | Global Software                                                       | Actiespel                             |
| ATV Simulator                                                          | 1987 | The Codemasters Software Company Limited                              | Actiespel Autoracespel Sportspel      |
| Auf Wiedersehen Monty                                                  | 1987 | Gremlin Graphics Software                                             | Actiespel                             |
| Austerlitz                                                             | 1986 | M.C. Lothlorien                                                       | Strategiespel                         |
| Australian Rules Football                                              | 1989 | Again Again                                                           | Sportspel                             |
| Autocrash                                                              | 1991 | Zigurat                                                               | Actiespel Autoracespel                |
| Avalanche: The Struggle for Italy                                      | 1991 | Cases Computer Simulations                                            | Strategiespel                         |
| Avenger                                                                | 1986 | Gremlin Graphics Software                                             | Actiespel                             |
| A View to a Kill: The Computer Game                                    | 1985 | Domark Software                                                       | Actiespel Avonturenspel               |
| Awesome Earl in SkateRock                                              | 1987 | Bubble Bus Software                                                   | Actiespel Sportspel                   |
| Axe of Rage                                                            | 1989 | Palace Software                                                       | Actiespel                             |
| Baby Jo in: "Going Home"                                               | 1991 | Loriciel                                                              | Actiespel                             |
| Back to Reality                                                        | 1986 | Mastertronic                                                          | Avonturenspel                         |
| Back to the Future                                                     | 1986 | Electric Dreams Software                                              | Actiespel                             |
| Back to the Future Part II                                             | 1990 | Image Works                                                           | Actiespel                             |
| Back to the Future Part III                                            | 1991 | Image Works                                                           | Actiespel                             |
| Bactron                                                                | 1986 | Loriciels                                                             | Actiespel                             |
| Bad Dudes                                                              | 1988 | Imagine Software                                                      | Actiespel                             |
| Badlands                                                               | 1991 | Domark Software                                                       | Autoracespel                          |
| Ballblazer                                                             | 1986 | Activision                                                            | Actiespel Sportspel                   |
| Ball Breaker                                                           | 1987 | CRL Group                                                             | Actiespel                             |
| Ballbreaker II                                                         | 1988 | CRL Group                                                             | Actiespel                             |
| Ball Crazy                                                             | 1987 | Mastertronic                                                          | Actiespel                             |
| Balloonacy                                                             | 2007 | Cronosoft                                                             | Strategiespel                         |
| Ballyhoo                                                               | 1986 | Infocom                                                               | Avonturenspel                         |
| Barbarian                                                              | 1988 | Melbourne House                                                       | Actiespel                             |
| Basil the Great Mouse Detective                                        | 1987 | Gremlin Graphics Software                                             | Actiespel                             |
| B.A.T.                                                                 | 1991 | Ubisoft                                                               | Avonturenspel RPG                     |
| Batman                                                                 | 1986 | Ocean Software                                                        | Actiespel                             |
| Batman: The Caped Crusader                                             | 1988 | Ocean Software                                                        | Actiespel Avonturenspel               |
| Batman: The Movie                                                      | 1989 | Ocean Software                                                        | Actiespel Autoracespel                |
| Battle Command                                                         | 1991 | Ocean Software                                                        | Actiespel Simulatiespel               |
| Battle Droidz                                                          | 1987 | Starlight Software                                                    | Actiespel                             |
| Battle for Midway                                                      | 1985 | PSS                                                                   | Strategiespel                         |
| Battle of Britain                                                      | 1985 | PSS                                                                   | Actiespel Strategiespel               |
| Battle of the Planets                                                  | 1986 | Mikro-Gen                                                             | Actiespel Strategiespel               |
| Battleship                                                             | 1987 | Elite Systems                                                         | Strategiespel                         |
| Battle Valley                                                          | 1988 | Hewson Consultants                                                    | Actiespel                             |
| Batty                                                                  | 1988 | Elite Systems                                                         | Actiespel                             |
| Beach Buggy Simulator                                                  | 1987 | Silverbird Software                                                   | Actiespel Autoracespel                |
| Beach-Head                                                             | 1984 | U.S. Gold Amsoft                                                      | Actiespel                             |
| Beach-Head II: The Dictator Strikes Back                               | 1985 | U.S. Gold                                                             | Actiespel                             |
| Beach Volley                                                           | 1989 | Ocean Software                                                        | Sportspel                             |
| Bedlam                                                                 | 1988 | GO!                                                                   | Actiespel                             |
| The Bells                                                              | 1986 | Blaby Computer Games                                                  | Actiespel                             |
| Bestial Warrior                                                        | 1989 | Dinamic Software                                                      | Actiespel                             |
| Best of the Best Championship Karate                                   | 1992 | Loriciels                                                             | Actiespel Sportspel                   |
| Beverly Hills Cop                                                      | 1990 | Tynesoft Computer Software                                            | Actiespel Autoracespel                |
| Beyond the Ice Palace                                                  | 1988 | Elite Systems                                                         | Actiespel                             |
| Bigfoot                                                                | 1988 | Codemasters                                                           | Actiespel                             |
| Biggles                                                                | 1986 | Mirrorsoft                                                            | Actiespel Simulatiespel               |
| The Big Sleaze                                                         | 1987 | Piranha                                                               | Avonturenspel                         |
| Big Trouble in Little China                                            | 1987 | Electric Dreams Software                                              | Actiespel                             |
| Billy 2                                                                | 1987 | Loriciels                                                             | Actiespel                             |
| Billy la Banlieue                                                      | 1986 | Loriciels                                                             | Actiespel                             |
| Binky                                                                  | 1985 | Software Projects                                                     | Actiespel                             |
| Bionic Commando                                                        | 1987 | GO!                                                                   | Actiespel                             |
| Birdie                                                                 | 1987 | ERE Informatique                                                      | Actiespel                             |
| Black Beard                                                            | 1988 | Topo Soft                                                             | Actiespel                             |
| Black Tiger                                                            | 1990 | U.S. Gold                                                             | Actiespel                             |
| Blade Runner                                                           | 1986 | CRL Group                                                             | Actiespel                             |
| Blagger                                                                | 1984 | Amsoft                                                                | Actiespel                             |
| Blasteroids                                                            | 1989 | Image Works                                                           | Actiespel                             |
| Blazing Thunder                                                        | 1990 | Hi-Tec Software                                                       | Actiespel                             |
| Blockbuster                                                            | 1988 | Audiogenic Software                                                   | Actiespel                             |
| Blockbusters                                                           | 1984 | Macsen Software                                                       | Strategiespel                         |
| Blockbusters: Gold Run                                                 | 1986 | Macsen Software                                                       | Strategiespel                         |
| Blood Brothers                                                         | 1988 | Gremlin Graphics Software                                             | Actiespel Autoracespel                |
| Bloodwych                                                              | 1990 | Image Works                                                           | RPG                                   |
| The Blues Brothers                                                     | 1991 | Titus France                                                          | Actiespel                             |
| BMX Kidz                                                               | 1988 | Firebird Software                                                     | Actiespel Sportspel                   |
| BMX Ninja                                                              | 1988 | Alternative Software                                                  | Actiespel Autoracespel Sportspel      |
| BMX Simulator                                                          | 1987 | Codemasters                                                           | Autoracespel Sportspel                |
| BMX Simulator 2                                                        | 1989 | Codemasters                                                           | Actiespel Sportspel                   |
| Bobby Bearing                                                          | 1986 | The Edge                                                              | Actiespel                             |
| Bob en el polo                                                         | 1986 | Monser                                                                | Actiespel                             |
| Bob Morane: Chevalerie 1                                               | 1987 | Infogrames Multimedia                                                 | Actiespel Avonturenspel               |
| Bob Morane: Jungle 1                                                   | 1987 | Infogrames Multimedia                                                 | Actiespel Avonturenspel               |
| Bob Morane: Science Fiction 1                                          | 1987 | Infogrames Multimedia                                                 | Actiespel                             |
| Bob's Full House                                                       | 1988 | Domark Software                                                       | Simulatiespel                         |
| Bobsleigh                                                              | 1987 | Digital Integration                                                   | Actiespel Sportspel                   |
| Bob Winner                                                             | 1986 | Loriciels                                                             | Actiespel                             |
| The Boggit                                                             | 1986 | CRL Group                                                             | Avonturenspel                         |
| Bomb Jack                                                              | 1986 | Elite Systems                                                         | Actiespel                             |
| Bomb Jack II                                                           | 1987 | Elite Systems                                                         | Actiespel                             |
| Bomb Scare                                                             | 1986 | Firebird Software                                                     | Actiespel                             |
| Bonanza Bros.                                                          | 1991 | U.S. Gold                                                             | Actiespel                             |
| Booly                                                                  | 1991 | Loriciel                                                              | Strategiespel                         |
| Boot Camp                                                              | 1987 | Ocean Software                                                        | Actiespel Simulatiespel Sportspel     |
| Booty                                                                  | 1984 | Firebird Software                                                     | Actiespel                             |
| Bop'N Wrestle                                                          | 1985 | Melbourne House                                                       | Sportspel                             |
| Bored of the Rings                                                     | 1985 | Delta 4 Interactive                                                   | Avonturenspel                         |
| Bosconian '87                                                          | 1987 | Mastertronic                                                          | Actiespel                             |
| The Boss                                                               | 1987 | Alternative Software                                                  | Sportspel Strategiespel               |
| Boulder Dash                                                           | 1984 | Mirrorsoft                                                            | Actiespel                             |
| Boulder Dash Construction Kit                                          | 1988 | Databyte                                                              | Actiespel                             |
| Boulder Dash III                                                       | 1986 | Prism Leisure Corporation                                             | Actiespel                             |
| Bounder                                                                | 1986 | Gremlin Graphics Software                                             | Actiespel Strategiespel               |
| The Brainies                                                           | 1991 | Loriciel                                                              | Strategiespel                         |
| BraveStarr                                                             | 1987 | GO!                                                                   | Actiespel                             |
| BreakThru                                                              | 1986 | U.S. Gold                                                             | Actiespel Autoracespel                |
| Brian Bloodaxe                                                         | 1985 | The Edge                                                              | Actiespel                             |
| Brian Clough's Football Fortunes                                       | 1987 | CDS Software                                                          | Sportspel                             |
| Brian Jacks Superstar Challenge                                        | 1985 | Martech                                                               | Actiespel Sportspel                   |
| The Brick                                                              | 1989 | S.L. Delta Software                                                   | Actiespel Strategiespel               |
| Bride of Frankenstein                                                  | 1987 | 39 Steps                                                              | Actiespel                             |
| Bridge-It                                                              | 1984 | Amsoft                                                                | Actiespel                             |
| Bruce Lee                                                              | 1986 | U.S. Gold                                                             | Actiespel                             |
| Bubble Bobble                                                          | 1987 | Firebird Software                                                     | Actiespel                             |
| Bubble Dizzy                                                           | 1991 | The Codemasters Software Company Limited                              | Actiespel                             |
| Bubble Ghost                                                           | 1988 | ERE Informatique                                                      | Strategiespel                         |
| Budokan: The Martial Spirit                                            | 1991 | Dro Soft                                                              | Simulatiespel Sportspel               |
| Buffalo Bill's Wild West Show                                          | 1989 | Tynesoft Computer Software                                            | Actiespel Sportspel                   |
| Bugaboo (The Flea)                                                     | 1984 | Indescomp                                                             | Actiespel                             |
| Buggy Ranger                                                           | 1990 | Dinamic Software                                                      | Actiespel                             |
| Builderland: The Story of Melba                                        | 1991 | Loriciel                                                              | Strategiespel                         |
| Bullseye                                                               | 1985 | Macsen Software                                                       | Simulatiespel                         |
| Bully's Sporting Darts                                                 | 1993 | Alternative Software                                                  | Simulatiespel Sportspel               |
| Bumpy                                                                  | 1989 | Loriciels                                                             | Actiespel                             |
| Bumpy's Arcade Fantasy                                                 | 1992 | Loriciels                                                             | Actiespel                             |
| Bunny Bricks                                                           | 1992 | Silmarils                                                             | Actiespel Sportspel                   |
| Buster Block                                                           | 1986 | Kuma Computers                                                        | Actiespel                             |
| Butasan                                                                | 1987 | Jaleco                                                                | Actiespel                             |
| Butcher Hill                                                           | 1989 | Gremlin Graphics Software                                             | Actiespel                             |
| By Fair Means or Foul                                                  | 1988 | Superior Software                                                     | Actiespel Sportspel                   |
| Cabal                                                                  | 1989 | Ocean Software                                                        | Actiespel                             |
| California Games                                                       | 1987 | U.S. Gold                                                             | Sportspel                             |
| Camelot Warriors                                                       | 1986 | Ariolasoft UK                                                         | Actiespel                             |
| Capcom Collection                                                      | 1991 | U.S. Gold                                                             | Actiespel                             |
| Capitán Sevilla                                                        | 1988 | Dinamic Software                                                      | Actiespel                             |
| Captain America in: The Doom Tube of Dr. Megalomann                    | 1988 | GO! U.S. Gold                                                         | Actiespel                             |
| Captain Blood                                                          | 1988 | Exxos                                                                 | Avonturenspel                         |
| Captain Dynamo                                                         | 1992 | The Codemasters Software Company Limited                              | Actiespel                             |
| Captain Planet                                                         | 1992 | Mindscape International                                               | Actiespel                             |
| Captain Zapp                                                           | 1987 | Mastertronic                                                          | Actiespel Autoracespel                |
| Carlos Sainz                                                           | 1990 | Zigurat                                                               | Autoracespel                          |
| Carrier Command                                                        | 1989 | Rainbird Software                                                     | Strategiespel                         |
| Casanova                                                               | 1989 | Iber Soft                                                             | Actiespel                             |
| The Case of the Mixed up Shymer                                        | 1987 | Atlas Adventure Software                                              | Avonturenspel                         |
| Cassette 50                                                            | 1984 | Cascade Games                                                         |                                       |
| Castle Blackstar                                                       | 1984 | CDS Microsystems                                                      | Avonturenspel                         |
| Castle Master                                                          | 1990 | Domark Software Incentive Software                                    | Actiespel                             |
| Castle Master + Castle Master II: The Crypt                            | 1990 | Domark Software                                                       | Actiespel                             |
| Catch 23                                                               | 1987 | Martech                                                               | Actiespel                             |
| Cauldron                                                               | 1985 | Palace Software                                                       | Actiespel                             |
| Cauldron II: The Pumpkin Strikes Back                                  | 1986 | Palace Software                                                       | Actiespel                             |
| Cavemania                                                              | 1991 | Atlantis Software Limited                                             | Actiespel                             |
| Caves of Doom                                                          | 1985 | Mastertronic                                                          | Actiespel                             |
| Cecco Collection                                                       | 1990 | Hewson Consultants                                                    | Actiespel                             |
| Centurions: Power X Treme                                              | 1987 | Reaktor Software                                                      | Actiespel                             |
| Chain Reaction                                                         | 1988 | Durell Software                                                       | Actiespel                             |
| Challenge of the Gobots                                                | 1987 | Reaktor Software                                                      | Actiespel                             |
| Championship Sprint                                                    | 1988 | Electric Dreams Software                                              | Autoracespel                          |
| Championship Water-Skiing                                              | 1987 | Infogrames Multimedia                                                 | Sportspel                             |
| Charlie Chaplin                                                        | 1988 | U.S. Gold                                                             | Actiespel                             |
| Chart Attack                                                           | 1991 | Gremlin Graphics Software                                             |                                       |
| Chase H.Q.                                                             | 1989 | Ocean Software                                                        | Actiespel Autoracespel                |
| The Chessmaster 2000                                                   | 1990 | The Software Toolworks                                                | Strategiespel                         |
| Chicago 30's                                                           | 1988 | Topo Soft                                                             | Actiespel                             |
| Chicago 90                                                             | 1989 | Microïds                                                              | Actiespel Autoracespel                |
| Chichén Itzá                                                           | 1992 | Aventuras                                                             | Avonturenspel                         |
| Chicken Chase                                                          | 1987 | Firebird Software                                                     | Actiespel                             |
| Chiller                                                                | 1986 | Mastertronic                                                          | Actiespel                             |
| Chimera                                                                | 1985 | Firebird Software                                                     | Strategiespel                         |
| Chip's Challenge                                                       | 1990 | U.S. Gold                                                             | Strategiespel                         |
| Cholo                                                                  | 1987 | Firebird Software                                                     | Actiespel                             |
| Chop N' Drop                                                           | 1988 | System 3 Software                                                     | Actiespel Sportspel                   |
| Choy-Lee-Fut Kung-Fu Warrior                                           | 1990 | Positive                                                              | Actiespel                             |
| Christmas Collection                                                   | 1989 | Hewson Consultants                                                    | Actiespel                             |
| Chubby Gristle                                                         | 1988 | Grandslam Entertainments                                              | Actiespel                             |
| Chuckie Egg                                                            | 1985 | A&F Software                                                          | Actiespel                             |
| Chuckie Egg II                                                         | 1985 | Load'N'Go Software                                                    | Actiespel                             |
| Chuck Yeager's Advanced Flight Simulator                               | 1989 | Electronic Arts                                                       | Simulatiespel                         |
| Circus Games                                                           | 1988 | Tynesoft Computer Software                                            | Actiespel Simulatiespel               |
| Cisco Heat: All American Police Car Race                               | 1991 | Image Works                                                           | Actiespel Autoracespel                |
| Classic Collection No1                                                 | 1986 | Mikro-Gen                                                             |                                       |
| Classic Invaders                                                       | 1986 | Bubble Bus Software                                                   | Actiespel                             |
| Classic Muncher                                                        | 1987 | Bubble Bus Software                                                   | Actiespel                             |
| Clever & Smart                                                         | 1987 | Magic Bytes                                                           | Actiespel                             |
| Clive Barker's Nightbreed: The Action Game                             | 1990 | Ocean Software                                                        | Actiespel                             |
| Cluedo                                                                 | 1986 | Leisure Genius                                                        | Simulatiespel Strategiespel           |
| Cobra (Ocean Software)                                                 | 1987 | Ocean Software                                                        | Actiespel                             |
| Cobra (Loriciels)                                                      | 1987 | Loriciels                                                             | Actiespel                             |
| Cobra's Arc                                                            | 1986 | Dinamic Software                                                      | Avonturenspel                         |
| Codename: MAT                                                          | 1984 | Amsoft                                                                | Actiespel Simulatiespel Strategiespel |
| Coil Cop                                                               | 1987 | Gremlin Graphics Software                                             | Actiespel                             |
| Coin-Op Hits I                                                         | 1989 | U.S. Gold                                                             |                                       |
| Coliseum                                                               | 1988 | Topo Soft                                                             | Actiespel Autoracespel                |
| Collapse                                                               | 1985 | Firebird Software                                                     | Actiespel                             |
| Colony                                                                 | 1987 | Mastertronic                                                          | Actiespel Strategiespel               |
| Colossus Bridge 4                                                      | 1986 | CDS Software                                                          | Strategiespel                         |
| Colossus Chess 4                                                       | 1986 | CDS Software                                                          | Simulatiespel Strategiespel           |
| Colossus Mah Jong                                                      | 1988 | CDS Software                                                          | Strategiespel                         |
| The Colour of Magic                                                    | 1986 | Piranha                                                               | Avonturenspel                         |
| Comando Tracer                                                         | 1988 | Dinamic Software                                                      | Actiespel                             |
| Combat Course                                                          | 1988 | Cobra Soft                                                            | Actiespel Simulatiespel               |
| Combat Lynx                                                            | 1985 | Durell Software                                                       | Actiespel                             |
| The Comet Game                                                         | 1986 | Firebird Software                                                     | Actiespel                             |
| Commando                                                               | 1985 | Elite Systems Encore                                                  | Actiespel                             |
| Command Performance                                                    | 1988 | U.S. Gold                                                             |                                       |
| Computer Classics                                                      | 1987 | Beau Jolly                                                            |                                       |
| Computer Scrabble                                                      | 1985 | Mastertronic                                                          | Strategiespel                         |
| Computer Scrabble De Luxe                                              | 1987 | Virgin Games                                                          | Strategiespel                         |
| Confuzion                                                              | 1985 | Incentive Software                                                    | Actiespel                             |
| Conquestador                                                           | 1986 | Erbe Software                                                         | Actiespel                             |
| Continental Circus                                                     | 1989 | Virgin Mastertronic                                                   | Actiespel Autoracespel                |
| Contra                                                                 | 1987 | Ocean Software                                                        | Actiespel                             |
| Cop-Out                                                                | 1986 | Mikro-Gen                                                             | Actiespel                             |
| Copter 271                                                             | 1991 | Loriciel                                                              | Actiespel                             |
| Core                                                                   | 1986 | A&F Software                                                          | Actiespel                             |
| Corruption                                                             | 1988 | Rainbird Software                                                     | Avonturenspel                         |
| Corsarios                                                              | 1989 | Opera Soft                                                            | Actiespel                             |
| Cosa Nostra                                                            | 1986 | Opera Soft                                                            | Actiespel                             |
| Cosmic Relief: Prof. Renegade to the Rescue                            | 1988 | Grandslam Entertainments                                              | Actiespel                             |
| Cosmic Sheriff                                                         | 1989 | Dinamic Software                                                      | Actiespel                             |
| Countdown                                                              | 1986 | Macsen Software                                                       | Educatiespel Strategiespel            |
| Count Duckula 2 Featuring Tremendous Terence                           | 1992 | Alternative Software                                                  | Actiespel                             |
| Count Duckula in No Sax Please - We're Egyptian                        | 1989 | Alternative Software                                                  | Actiespel Avonturenspel               |
| Crack Down                                                             | 1990 | U.S. Gold                                                             | Actiespel                             |
| Crack-Up                                                               | 1989 | Atlantis Software Limited                                             | Actiespel                             |
| Crazy Cars                                                             | 1988 | Titus France                                                          | Autoracespel                          |
| Crazy Golf                                                             | 1984 | Amsoft                                                                | Sportspel Strategiespel               |
| Crazy Shot                                                             | 1989 | Loriciel                                                              | Actiespel                             |
| Crete 1941: Fallschirmjager                                            | 1990 | Cases Computer Simulations                                            | Simulatiespel Strategiespel           |
| Cricket Captain                                                        | 1990 | Hi-Tec Software                                                       | Sportspel Strategiespel               |
| Crystal Castles                                                        | 1986 | U.S. Gold                                                             | Actiespel                             |
| Crystal Kingdom Dizzy                                                  | 1992 | Codemasters                                                           | Actiespel                             |
| Cutthroats                                                             | 1986 | Infocom                                                               | Avonturenspel                         |
| Cyberball                                                              | 1990 | Domark Software                                                       | Sportspel Strategiespel               |
| Cybernoid II: The Revenge                                              | 1989 | Hewson Consultants                                                    | Actiespel                             |
| Cybernoid: The Fighting Machine                                        | 1988 | Hewson Consultants                                                    | Actiespel                             |
| Cyberun                                                                | 1986 | Ultimate - Play the Game                                              | Actiespel                             |
| The Cycles: International Grand Prix Racing                            | 1990 | Accolade                                                              | Autoracespel Sportspel                |
| Cylu                                                                   | 1985 | Firebird Software                                                     | Avonturenspel                         |
| Cyrus II Chess                                                         | 1985 | Amsoft                                                                | Strategiespel                         |
| Daley Thompson's Decathlon                                             | 1985 | Ocean Software                                                        | Sportspel                             |
| Daley Thompson's Olympic Challenge                                     | 1988 | Ocean Software                                                        | Sportspel                             |
| Daley Thompson's Super-Test                                            | 1985 | Ocean Software                                                        | Actiespel Sportspel                   |
| The Dam Busters                                                        | 1986 | U.S. Gold                                                             | Actiespel Simulatiespel Strategiespel |
| Dames Simulator                                                        | 1990 | Infogrames Europe                                                     | Strategiespel                         |
| Dan Dare III: The Escape                                               | 1990 | Virgin Mastertronic                                                   | Actiespel                             |
| Dan Dare II: Mekon's Revenge                                           | 1988 | Mastertronic Virgin Games                                             | Actiespel                             |
| Dan Dare: Pilot of the Future                                          | 1986 | Virgin Games                                                          | Actiespel                             |
| Dandy                                                                  | 1986 | Electric Dreams Software                                              | Actiespel                             |
| Danger Mouse in Double Trouble                                         | 1985 | Creative Sparks                                                       | Actiespel                             |
| Dark Century                                                           | 1990 | Titus France                                                          | Actiespel Strategiespel               |
| Dark Force                                                             | 1989 | Ocean Software                                                        |                                       |
| Dark Fusion                                                            | 1988 | Gremlin Graphics Software                                             | Actiespel                             |
| Darkman                                                                | 1991 | Ocean Software                                                        | Actiespel                             |
| Dark Sceptre                                                           | 1988 | Beyond                                                                | Strategiespel                         |
| Dark Side                                                              | 1988 | Incentive Software                                                    | Actiespel                             |
| Dark Star                                                              | 1985 | Design Design                                                         | Actiespel                             |
| D-Day                                                                  | 1992 | Loriciel                                                              | Actiespel Simulatiespel Strategiespel |
| Deactivators                                                           | 1986 | Ariolasoft UK                                                         | Strategiespel                         |
| Deadenders                                                             | 1988 | Top Ten Software                                                      | Avonturenspel                         |
| Deadline                                                               | 1986 | Infocom                                                               | Avonturenspel                         |
| Dead on Time                                                           | 2010 | Psytronik Software                                                    | Actiespel                             |
| Dead or Alive                                                          | 1987 | Alternative Software                                                  | Actiespel                             |
| Death or Glory                                                         | 1987 | CRL Group                                                             | Actiespel                             |
| Deathscape                                                             | 1987 | Starlight Software                                                    | Actiespel                             |
| Death Sword                                                            | 1987 | Palace Software                                                       | Actiespel                             |
| Death Wish 3                                                           | 1987 | Gremlin Graphics Software                                             | Actiespel                             |
| Deep Strike                                                            | 1986 | Durell Software                                                       | Actiespel Simulatiespel               |
| The Deep                                                               | 1988 | U.S. Gold                                                             | Actiespel                             |
| Defcom                                                                 | 1986 | Quicksilva                                                            | Actiespel                             |
| Defender of the Crown                                                  | 1987 | Ubisoft                                                               | Strategiespel                         |
| Defenders of the Earth                                                 | 1990 | Enigma Variations                                                     | Actiespel                             |
| Deflektor                                                              | 1987 | Gremlin Graphics Software                                             | Actiespel Strategiespel               |
| Deliverance: Stormlord II                                              | 1990 | Hewson Consultants                                                    | Actiespel                             |
| Des Chiffres et des Lettres                                            | 1987 | Loriciels                                                             | Educatiespel Strategiespel            |
| Desert Fox                                                             | 1986 | U.S. Gold                                                             | Actiespel Strategiespel               |
| Desert Rats: The North Africa Campaign                                 | 1986 | Cases Computer Simulations                                            | Strategiespel                         |
| Desolator                                                              | 1988 | U.S. Gold                                                             | Actiespel                             |
| Desperado 2                                                            | 1991 | Topo Soft                                                             | Actiespel                             |
| Devil's Crown                                                          | 1985 | Probe Software                                                        | Actiespel Avonturenspel               |
| Diamond Mine II                                                        | 1986 | Blue Ribbon Software                                                  | Actiespel Strategiespel               |
| Dick Tracy                                                             | 1990 | Titus France                                                          | Actiespel                             |
| Die Alien Slime                                                        | 1989 | Virgin Mastertronic                                                   | Actiespel                             |
| Disc                                                                   | 1991 | Loriciel                                                              | Actiespel                             |
| Dive Bomber                                                            | 1988 | Gremlin Graphics Software                                             | Actiespel Simulatiespel               |
| Dizzy Collection                                                       | 1991 | Codemasters                                                           | Actiespel                             |
| Dizzy Dice                                                             | 1987 | Players Software                                                      | Simulatiespel                         |
| Dizzy Panic                                                            | 1991 | Codemasters                                                           | Actiespel                             |
| Dizzy: Prince of the Yolkfolk                                          | 1991 | The Codemasters Software Company Limited                              | Actiespel                             |
| Dizzy's Excellent Adventures                                           | 1991 | The Codemasters Software Company Limited                              | Actiespel                             |
| Dizzy: The Ultimate Cartoon Adventure                                  | 1987 | The Codemasters Software Company Limited                              | Actiespel                             |
| DJ Puff                                                                | 1992 | The Codemasters Software Company Limited                              | Actiespel                             |
| Doctor Who and the Mines of Terror                                     | 1986 | Micro Power                                                           | Avonturenspel                         |
| Dominator                                                              | 1989 | System 3 Software                                                     | Actiespel                             |
| Donald's Alphabet Chase                                                | 1991 | Disney Software                                                       | Educatiespel                          |
| Don Juan                                                               | 1984 | Innelec - No Man's Land                                               | Strategiespel                         |
| Donkey Kong                                                            | 1986 | Ocean Software                                                        | Actiespel                             |
| Don Quijote                                                            | 1987 | Dinamic Software                                                      | Avonturenspel                         |
| Doomdark's Revenge                                                     | 1986 | Beyond                                                                | RPG Strategiespel                     |
| Double Dragon                                                          | 1988 | Virgin Mastertronic                                                   | Actiespel                             |
| Double Dragon II: The Revenge                                          | 1989 | Virgin Mastertronic                                                   | Actiespel                             |
| Double Dragon III: The Sacred Stones                                   | 1991 | Tradewest The Sales Curve                                             | Actiespel                             |
| Double Gold: The Black Fountain and Sharpe's Deeds                     | 1987 | Incentive Software                                                    | Avonturenspel                         |
| Double Gold: Top Secret and Mountains of Ket                           | 1987 | Incentive Software                                                    |                                       |
| Downhill Challenge                                                     | 1987 | Loriciels                                                             | Actiespel Sportspel                   |
| Dracula                                                                | 1986 | CRL Group                                                             | Avonturenspel                         |
| Dragon Breed                                                           | 1990 | Activision                                                            | Actiespel                             |
| Dragon's Lair                                                          | 1986 | Software Projects                                                     | Actiespel                             |
| Dragon's Lair Part II: Escape from Singe's Castle                      | 1987 | Software Projects                                                     | Actiespel                             |
| Dragons of Flame                                                       | 1990 | U.S. Gold                                                             | Actiespel RPG                         |
| Dragon Spirit                                                          | 1989 | Domark Software                                                       | Actiespel                             |
| Drakkar                                                                | 1989 | S.L. Delta Software                                                   | Actiespel                             |
| Drazen Petrovic Basket                                                 | 1989 | Topo Soft                                                             | Sportspel                             |
| Dream Warrior                                                          | 1988 | U.S. Gold                                                             | Actiespel                             |
| Druid                                                                  | 1986 | Firebird Software                                                     | Actiespel                             |
| Duel Master: Blood Valley                                              | 1987 | Gremlin Graphics Software                                             | Actiespel                             |
| The Duel: Test Drive II                                                | 1989 | Accolade                                                              | Autoracespel Simulatiespel            |
| Dun Darach                                                             | 1985 | Gargoyle Games                                                        | Actiespel Avonturenspel               |
| Dungeon Adventure                                                      | 1984 | Level 9 Computing                                                     | Avonturenspel                         |
| Dungeons, Amethysts, Alchemists 'n' Everythin'                         | 1987 | Atlantis Software Limited                                             | Avonturenspel                         |
| Dustin                                                                 | 1986 | Dinamic Software                                                      | Actiespel Avonturenspel               |
| Dynamic Duo                                                            | 1989 | Firebird Software                                                     | Actiespel                             |
| Dynamite Dan                                                           | 1985 | Mirrorsoft                                                            | Actiespel                             |
| Dynamite Dan II                                                        | 1986 | Mirrorsoft                                                            | Actiespel                             |
| Dynamite Düx                                                           | 1989 | Activision                                                            | Actiespel                             |
| Dynasty Wars                                                           | 1990 | Erbe Software                                                         | Actiespel                             |
| Eagle's Rider                                                          | 1990 | Microïds                                                              | Actiespel                             |
| Echelon                                                                | 1988 | U.S. Gold                                                             | Actiespel Simulatiespel               |
| Edd the Duck!                                                          | 1991 | Zeppelin Games Limited                                                | Actiespel                             |
| Eden Blues                                                             | 1987 | ERE Informatique                                                      | Actiespel Avonturenspel               |
| Edition One                                                            | 1990 | Virgin Mastertronic                                                   | Actiespel                             |
| The Eidolon                                                            | 1986 | Activision                                                            | Actiespel                             |
| El Capitán Trueno                                                      | 1989 | Dinamic Software                                                      | Actiespel                             |
| El Cid                                                                 | 1987 | Mastertronic Dro Soft                                                 | Actiespel                             |
| Elektraglide                                                           | 1986 | The English Software Company                                          | Actiespel Autoracespel                |
| Elevator Action                                                        | 1987 | Quicksilva                                                            | Actiespel                             |
| Elidon                                                                 | 1985 | Orpheus                                                               | Actiespel                             |
| Eliminator                                                             | 1988 | Hewson Consultants                                                    | Actiespel                             |
| Elite                                                                  | 1986 | Firebird Software                                                     | Actiespel Simulatiespel               |
| Emerald Isle                                                           | 1985 | Level 9 Computing                                                     | Avonturenspel                         |
| Emilio Butragueño 2                                                    | 1989 | Ocean Software                                                        | Sportspel                             |
| Emilio Butragueño ¡Fútbol!                                             | 1987 | Topo Soft                                                             | Simulatiespel Sportspel               |
| Emilio Sanchez Vicario Grand Slam                                      | 1989 | Zigurat                                                               | Actiespel Sportspel                   |
| Emlyn Hughes Arcade Quiz                                               | 1991 | Audiogenic Software                                                   | Simulatiespel                         |
| Emlyn Hughes International Soccer                                      | 1989 | Audiogenic Software                                                   | Sportspel                             |
| Empire!                                                                | 1986 | Firebird Software                                                     | Actiespel                             |
| Enchanter                                                              | 1986 | Infocom                                                               | Avonturenspel                         |
| Encyclopedia of War: Ancient Battles                                   | 1988 | CCS                                                                   | Educatiespel Strategiespel            |
| Endurance                                                              | 1985 | CRL Group                                                             | Sportspel Strategiespel               |
| Enduro Racer                                                           | 1987 | Activision                                                            | Autoracespel Sportspel                |
| Energy Warrior + Molecule Man                                          | 1987 | Mastertronic                                                          |                                       |
| Enlightenment                                                          | 1988 | Firebird Software                                                     | Actiespel                             |
| Epyx Action                                                            | 1989 | U.S. Gold                                                             |                                       |
| Equinox                                                                | 1986 | Mikro-Gen                                                             | Actiespel                             |
| Escape from the Planet of the Robot Monsters                           | 1990 | Domark Software                                                       | Actiespel                             |
| Espionage                                                              | 1988 | Grandslam Entertainments                                              | Strategiespel                         |
| E-SWAT: Cyber Police                                                   | 1990 | U.S. Gold                                                             | Actiespel                             |
| European 5-A-Side                                                      | 1988 | Firebird Software                                                     | Actiespel Simulatiespel Sportspel     |
| European Soccer Challenge                                              | 1989 | Players Software                                                      | Sportspel                             |
| European Superleague                                                   | 1991 | CDS Software                                                          | Simulatiespel Sportspel Strategiespel |
| Evening Star                                                           | 1987 | Hewson Consultants                                                    | Simulatiespel                         |
| Everyone's A Wally (The Life of Wally)                                 | 1985 | Mikro-Gen                                                             | Actiespel Avonturenspel               |
| Every Second Counts                                                    | 1988 | TV Games                                                              | Educatiespel                          |
| Exolon                                                                 | 1987 | Hewson Consultants                                                    | Actiespel                             |
| Explorer                                                               | 1987 | Electric Dreams Software                                              | Actiespel Simulatiespel               |
| Express Raider                                                         | 1987 | U.S. Gold                                                             | Actiespel                             |
| Exterminator                                                           | 1991 | Audiogenic Software                                                   | Actiespel                             |
| Extreme                                                                | 1991 | Digital Integration                                                   | Actiespel                             |
| Eye                                                                    | 1987 | Endurance Games                                                       | Strategiespel                         |
| F-1                                                                    | 1991 | Zigurat                                                               | Autoracespel                          |
| F-15 Strike Eagle                                                      | 1987 | MicroProse                                                            | Actiespel Simulatiespel               |
| F-16 Combat Pilot                                                      | 1991 | Digital Integration                                                   | Simulatiespel Strategiespel           |
| F1 Tornado                                                             | 1991 | Zeppelin Games Limited                                                | Actiespel                             |
| F40 Pursuit Simulator                                                  | 1988 | Titus France                                                          | Autoracespel                          |
| F.A Cup Football                                                       | 1986 | Virgin Games                                                          | Simulatiespel Sportspel               |
| Fairlight                                                              | 1986 | The Edge                                                              | Actiespel                             |
| The Famous Five: Five on a Treasure Island                             | 1990 | Enigma Variations                                                     | Avonturenspel                         |
| Fantasy World Dizzy                                                    | 1989 | Codemasters                                                           | Actiespel                             |
| Fast Food                                                              | 1989 | The Codemasters Software Company Limited                              | Actiespel                             |
| The Fellowship of the Ring                                             | 1986 | Melbourne House                                                       | Avonturenspel                         |
| Fernandez Must Die                                                     | 1988 | Image Works                                                           | Actiespel                             |
| Fernando Martín Basket Master                                          | 1987 | Imagine Software                                                      | Sportspel                             |
| Feud                                                                   | 1987 | Mastertronic                                                          | Actiespel                             |
| Fiendish Freddy's Big Top O' Fun                                       | 1989 | Mindscape                                                             | Actiespel                             |
| The Fifth Quadrant                                                     | 1987 | Bubble Bus Software                                                   | Actiespel                             |
| Fighter Pilot                                                          | 1985 | Digital Integration                                                   | Simulatiespel                         |
| Fighting Soccer                                                        | 1989 | Activision                                                            | Sportspel                             |
| Fighting Warrior                                                       | 1985 | Melbourne House                                                       | Actiespel                             |
| Final Assault                                                          | 1987 | Infogrames Europe                                                     | Actiespel Simulatiespel Sportspel     |
| Final Fight                                                            | 1991 | U.S. Gold                                                             | Actiespel                             |
| The Final Matrix                                                       | 1987 | Gremlin Graphics Software                                             | Actiespel                             |
| Finders Keepers                                                        | 1985 | Mastertronic                                                          | Actiespel                             |
| Fire!                                                                  | 1990 | New-Deal Productions                                                  | Actiespel                             |
| Fire and Forget                                                        | 1988 | Titus France                                                          | Actiespel Autoracespel                |
| Fire Ant                                                               | 1984 | Mogul Communications                                                  | Actiespel                             |
| Fire & Forget II                                                       | 1990 | Titus France                                                          | Actiespel Autoracespel                |
| Firelord                                                               | 1986 | Hewson Consultants                                                    | Actiespel                             |
| FireTrap                                                               | 1987 | Electric Dreams Software                                              | Actiespel                             |
| First Class with the Shoe People                                       | 1991 | Gremlin Graphics Software                                             | Educatiespel                          |
| Fist 'n' Throttles                                                     | 1988 | Elite Systems                                                         |                                       |
| Fists of Fury Edition 2                                                | 1991 | Virgin Games                                                          |                                       |
| Flight Path 737                                                        | 1984 | Anirog Software                                                       | Simulatiespel                         |
| Flimbo's Quest                                                         | 1990 | System 3 Software                                                     | Actiespel                             |
| The Flintstones                                                        | 1988 | Grandslam Entertainments                                              | Actiespel                             |
| Flippit                                                                | 1988 | Splash                                                                | Strategiespel                         |
| Flunky                                                                 | 1987 | Piranha                                                               | Actiespel Avonturenspel               |
| The Fourth Protocol                                                    | 1986 | Century Communications                                                | Avonturenspel                         |
| Football Director                                                      | 1986 | D&H Games                                                             | Sportspel Strategiespel               |
| Footballer of the Year                                                 | 1986 | Gremlin Graphics Software                                             | Sportspel                             |
| Footballer of the Year 2                                               | 1989 | Gremlin Graphics Software                                             | Sportspel Strategiespel               |
| Football Manager                                                       | 1985 | Addictive Games                                                       | Sportspel Strategiespel               |
| Football Manager 2                                                     | 1988 | Addictive Games                                                       | Sportspel                             |
| Football Manager 3                                                     | 1992 | Addictive Games                                                       | Simulatiespel Sportspel Strategiespel |
| Football Manager: World Cup Edition 1990                               | 1990 | Addictive Games                                                       | Sportspel                             |
| Forbidden Planet                                                       | 1986 | Design Design                                                         | Actiespel                             |
| Forgotten Worlds                                                       | 1989 | U.S. Gold                                                             | Actiespel                             |
| Formula 1 Simulator                                                    | 1985 | Mastertronic                                                          | Autoracespel Simulatiespel            |
| Formula One                                                            | 1985 | CRL Group                                                             | Sportspel Strategiespel               |
| Four Smash Hits from Hewson                                            | 1987 | Hewson Consultants                                                    |                                       |
| Frank Bruno's Boxing                                                   | 1985 | Elite Systems                                                         | Actiespel Sportspel                   |
| Frankenstein Jnr.                                                      | 1990 | Cartoon Time                                                          | Actiespel                             |
| Frankie Goes to Hollywood                                              | 1986 | Ocean Software                                                        | Actiespel Avonturenspel               |
| Frank N Stein                                                          | 1985 | Amsoft                                                                | Actiespel                             |
| Fred                                                                   | 1984 | Indescomp                                                             | Actiespel                             |
| Freddy Hardest                                                         | 1987 | Dinamic Software                                                      | Actiespel                             |
| Freddy Hardest in South Manhattan                                      | 1989 | Dinamic Software                                                      | Actiespel                             |
| Freedom: Rebels in the Darkness                                        | 1988 | Coktel Vision                                                         | Actiespel Strategiespel               |
| Friday the 13th                                                        | 1986 | Domark Software                                                       | Actiespel                             |
| Froggy                                                                 | 1985 | R & B Software Marketing                                              | Actiespel                             |
| Frost Byte                                                             | 1986 | Mikro-Gen                                                             | Actiespel                             |
| Fruit Machine                                                          | 1984 | Amsoft                                                                | Simulatiespel                         |
| Fruit Machine Simulator                                                | 1988 | The Codemasters Software Company Limited                              | Simulatiespel                         |
| Fruit Machine Simulator 2                                              | 1990 | The Codemasters Software Company Limited                              | Simulatiespel                         |
| Fruity Frank                                                           | 1984 | Kuma Computers                                                        | Actiespel                             |
| Fugitif: Les Aventures de Jack Bludfield - Part 1                      | 1991 | Lankhor                                                               | Avonturenspel                         |
| Full Throttle (Top Speed)                                              | 1987 | Taito                                                                 | Autoracespel                          |
| Fun School 3: for 5 to 7 Year Olds                                     | 1991 | Database Software                                                     | Educatiespel                          |
| Fun School 4: for 5 to 7 Year Olds                                     | 1992 | Europress Software                                                    | Educatiespel                          |
| Future Bike Simulator                                                  | 1990 | Hi-Tec Software                                                       | Actiespel                             |
| Future Knight                                                          | 1986 | Gremlin Graphics Software                                             | Actiespel                             |
| Galactic Conqueror                                                     | 1988 | Titus France                                                          | Actiespel Strategiespel               |
| Galactic Games                                                         | 1987 | Activision                                                            | Sportspel                             |
| Galactic Plague                                                        | 1984 | Amsoft                                                                | Actiespel                             |
| Galaxy Force II                                                        | 1989 | Activision                                                            | Actiespel                             |
| Galivan                                                                | 1986 | Imagine Software                                                      | Actiespel                             |
| Galletron                                                              | 1987 | Mastertronic                                                          | Actiespel                             |
| The Game of Harmony                                                    | 1990 | U.S. Gold                                                             | Actiespel Strategiespel               |
| Game Over                                                              | 1987 | Imagine                                                               | Actiespel                             |
| Game Over II                                                           | 1988 | Imagine Software                                                      | Actiespel                             |
| Game Set and Match                                                     | 1987 | Ocean Software                                                        |                                       |
| Game Set and Match 2                                                   | 1989 | Ocean Software                                                        |                                       |
| The Games: Summer Edition                                              | 1989 | U.S. Gold                                                             | Sportspel                             |
| The Games: Winter Edition                                              | 1988 | U.S. Gold                                                             | Sportspel                             |
| Garfield: Big Fat Hairy Deal                                           | 1988 | The Edge                                                              | Actiespel Avonturenspel               |
| Garfield: A Winter's Tail                                              | 1989 | The Edge                                                              | Actiespel                             |
| Gary Lineker's Hot-Shot!                                               | 1989 | Gremlin Graphics Software                                             | Sportspel                             |
| Gary Linekers Superskills                                              | 1988 | Gremlin Graphics Software                                             | Actiespel Sportspel                   |
| Gatecrasher                                                            | 1985 | Amsoft                                                                | Strategiespel                         |
| Gauntlet                                                               | 1986 | U.S. Gold                                                             | Actiespel                             |
| Gauntlet II                                                            | 1987 | U.S. Gold                                                             | Actiespel                             |
| Gauntlet: The Deeper Dungeons                                          | 1987 | U.S. Gold                                                             | Actiespel                             |
| Gazza II                                                               | 1990 | Empire Software                                                       | Sportspel                             |
| Gazza's Super Soccer                                                   | 1989 | Empire Software                                                       | Sportspel                             |
| GBA Championship Basketball: Two-on-Two                                | 1986 | Activision                                                            | Sportspel                             |
| Gee Bee Air Rally                                                      | 1988 | Activision                                                            | Actiespel Autoracespel                |
| Gemini Wing                                                            | 1989 | Virgin Games                                                          | Actiespel                             |
| Genghis Khan                                                           | 1991 | Positive                                                              | Actiespel Strategiespel               |
| Geoff Capes Strongman                                                  | 1985 | Martech                                                               | Actiespel Sportspel                   |
| Gerbil Riot of '67                                                     | 1988 | WOW Software                                                          | Avonturenspel                         |
| Get Dexter!                                                            | 1986 | PSS                                                                   | Actiespel                             |
| Get Dexter 2                                                           | 1988 | ERE Informatique                                                      | Actiespel                             |
| GFL Championship Football                                              | 1987 | Activision                                                            | Actiespel Sportspel                   |
| Ghostbusters                                                           | 1985 | Activision                                                            | Actiespel                             |
| Ghostbusters II                                                        | 1989 | Activision                                                            | Actiespel                             |
| Ghost Hunters                                                          | 1987 | The Codemasters Software Company Limited                              | Actiespel                             |
| Ghosts ’n Goblins                                                      | 1986 | Elite Systems                                                         | Actiespel                             |
| Ghouls 'n Ghosts                                                       | 1989 | U.S. Gold                                                             | Actiespel                             |
| Giants                                                                 | 1988 | U.S. Gold                                                             |                                       |
| GI Hero                                                                | 1988 | Firebird Software                                                     | Actiespel                             |
| Gilbert: Escape from Drill                                             | 1989 | Again Again                                                           | Actiespel                             |
| Gilligan's Gold                                                        | 1984 | Ocean Software                                                        | Actiespel                             |
| Gladiator                                                              | 1986 | Domark Software                                                       | Actiespel                             |
| Gladiator                                                              | 1991 | Encore                                                                | Actiespel                             |
| Glen Hoddle Soccer                                                     | 1985 | Amsoft                                                                | Sportspel                             |
| Global Commander                                                       | 1987 | Martech                                                               | Simulatiespel Strategiespel           |
| G-Loc Air Battle                                                       | 1992 | U.S. Gold                                                             | Actiespel                             |
| Gnome Ranger                                                           | 1987 | Level 9 Computing                                                     | Avonturenspel                         |
| The Gold Collection III                                                | 1987 | U.S. Gold                                                             | Actiespel                             |
| Golden Axe                                                             | 1990 | Virgin Mastertronic                                                   | Actiespel                             |
| Golden Basket                                                          | 1990 | Opera Soft                                                            | Simulatiespel Sportspel               |
| Golden Eagle                                                           | 1991 | Loriciel                                                              | Actiespel                             |
| Gonzzalezz                                                             | 1989 | Opera Soft                                                            | Actiespel                             |
| Goody                                                                  | 1988 | Opera Soft                                                            | Actiespel                             |
| The Goonies                                                            | 1986 | U.S. Gold                                                             | Actiespel                             |
| Gothik                                                                 | 1988 | Firebird Software                                                     | Actiespel                             |
| Gradius                                                                | 1987 | Konami                                                                | Actiespel                             |
| Graham Gooch's Test Cricket                                            | 1985 | Audiogenic Software                                                   | Sportspel                             |
| Grand Prix 500 2                                                       | 1991 | Microïds                                                              | Autoracespel Simulatiespel Sportspel  |
| Grand Prix 500 cc                                                      | 1986 | Microïds                                                              | Autoracespel Simulatiespel Sportspel  |
| Grand Prix Circuit                                                     | 1990 | Accolade Europe                                                       | Autoracespel Simulatiespel            |
| Grand Prix Master                                                      | 1988 | Dinamic Software                                                      | Autoracespel                          |
| Grand Prix Selection                                                   | 1989 | Electric Dreams Software                                              | Autoracespel                          |
| Grand Prix Simulator                                                   | 1987 | The Codemasters Software Company Limited                              | Autoracespel                          |
| Grand Prix Simulator 2                                                 | 1989 | The Codemasters Software Company Limited                              | Autoracespel                          |
| Grandstand: The Ultimate Sports Compilation                            | 1989 | Domark Software                                                       | Sportspel                             |
| Granny's Garden                                                        | 1987 | Educational Department of South Australia Angle Park Computing Centre | Avonturenspel Educatiespel            |
| The Great Escape                                                       | 1986 | Ocean Software                                                        | Actiespel Avonturenspel               |
| Gremlins 2: The New Batch                                              | 1990 | Topo Soft                                                             | Actiespel                             |
| Gremlins: The Adventure                                                | 1985 | Adventure International                                               | Avonturenspel                         |
| Greyfell: Legend of Norman                                             | 1987 | Starlight Software                                                    | Actiespel                             |
| Grid Iron 2                                                            | 1989 | Alternative Software                                                  | Sportspel Strategiespel               |
| The Growing Pains of Adrian Mole                                       | 1988 | Virgin Games                                                          | Avonturenspel                         |
| Grumpy Gumphrey Supersleuth                                            | 1985 | Gremlin Graphics Software                                             | Actiespel Avonturenspel               |
| Guadalcanal                                                            | 1987 | Activision                                                            | Simulatiespel Strategiespel           |
| Guardian II: Revenge of the Mutants                                    | 1990 | Hi-Tec Software                                                       | Actiespel                             |
| Guardians                                                              | 1991 | Loriciel                                                              | Strategiespel                         |
| Guerrilla War                                                          | 1988 | Imagine                                                               | Actiespel                             |
| The Guild of Thieves                                                   | 1987 | Rainbird Software                                                     | Avonturenspel                         |
| Gunboat                                                                | 1990 | Accolade Europe                                                       | Actiespel Simulatiespel               |
| Gunboat                                                                | 1987 | Piranha                                                               | Actiespel                             |
| Gunfighter                                                             | 1990 | Atlantis Software Limited                                             | Actiespel                             |
| Gunship                                                                | 1987 | MicroProse                                                            | Simulatiespel                         |
| Gun.Smoke                                                              | 1987 | GO! Topo Soft                                                         | Actiespel                             |
| Gutter                                                                 | 1985 | ERE Informatique                                                      | Actiespel                             |
| Gyroscope                                                              | 1985 | Melbourne House                                                       | Actiespel                             |
| Hacker                                                                 | 1986 | Activision Mastertronic                                               | Avonturenspel Strategiespel           |
| Hacker II: The Doomsday Papers                                         | 1987 | Activision                                                            | Strategiespel                         |
| Halls of the Things                                                    | 1985 | Crystal Computing                                                     | Actiespel                             |
| Hammer Boy                                                             | 1990 | Dinamic Software                                                      | Actiespel                             |
| Hammerfist                                                             | 1990 | Activision                                                            | Actiespel                             |
| Hammer-Head                                                            | 1992 | Zigurat                                                               | Actiespel                             |
| Hanse                                                                  | 1986 | ariolasoft                                                            | Strategiespel                         |
| HardBall!                                                              | 1986 | Amsoft                                                                | Sportspel                             |
| Hard Drivin'                                                           | 1989 | Domark Software                                                       | Autoracespel Simulatiespel            |
| Hard Hat Mack                                                          | 1984 | Ariolasoft                                                            | Actiespel                             |
| Harrier Attack!                                                        | 1984 | Amsoft                                                                | Actiespel Simulatiespel               |
| Harrier Mission                                                        | 1985 | Anirog Software                                                       | Simulatiespel                         |
| Harvey Headbanger                                                      | 1986 | Firebird Software                                                     | Actiespel Strategiespel               |
| H.A.T.E.                                                               | 1989 | Gremlin Graphics Software                                             | Actiespel                             |
| Hawk Storm                                                             | 1990 | Players Software                                                      | Actiespel                             |
| Head Over Heels                                                        | 1987 | Ocean Software                                                        | Actiespel                             |
| Heartland                                                              | 1986 | Odin Computer Graphics                                                | Actiespel                             |
| Heathrow International Air Traffic Control                             | 1984 | Hewson Consultants                                                    | Simulatiespel                         |
| Heavy Metal                                                            | 1990 | U.S. Gold                                                             | Actiespel Autoracespel Simulatiespel  |
| Heavy on the Magick                                                    | 1986 | Gargoyle Games                                                        | Avonturenspel RPG                     |
| Helichopper                                                            | 1986 | Firebird Software                                                     | Actiespel                             |
| Helter Skelter                                                         | 1990 | Audiogenic Software                                                   | Actiespel                             |
| Herbert's Dummy Run                                                    | 1986 | Mikro-Gen                                                             | Actiespel Avonturenspel               |
| Hercules: Slayer of the Damned!                                        | 1988 | Gremlin Graphics Software                                             | Actiespel                             |
| Herobotix                                                              | 1988 | Hewson Consultants                                                    | Actiespel                             |
| Heroes of Karn                                                         | 1984 | Interceptor Micro's                                                   | Avonturenspel                         |
| Heroes of the Lance                                                    | 1988 | U.S. Gold                                                             | Actiespel                             |
| Hero of the Golden Talisman                                            | 1986 | Mastertronic                                                          | Actiespel                             |
| HeroQuest                                                              | 1991 | Gremlin Graphics Software                                             | RPG Strategiespel                     |
| Hero Quest: Return of the Witch Lord                                   | 1991 | Gremlin Graphics Software                                             | RPG Strategiespel                     |
| Hideous                                                                | 1992 | Alternative Software                                                  | Actiespel                             |
| High Frontier                                                          | 1987 | Activision                                                            | Strategiespel                         |
| Highlander                                                             | 1986 | Ocean Software                                                        | Actiespel                             |
| Highway Encounter                                                      | 1985 | Vortex Software                                                       | Actiespel Strategiespel               |
| Hijack                                                                 | 1986 | Electric Dreams Software                                              | Strategiespel                         |
| History in the Making: The First Three Years                           | 1988 | U.S. Gold                                                             |                                       |
| The Hitchhiker's Guide to the Galaxy                                   | 1986 | Infocom                                                               | Avonturenspel                         |
| Hit Pak: 6 Pak                                                         | 1987 | Elite Systems                                                         |                                       |
| Hive                                                                   | 1987 | Firebird Software                                                     | Actiespel                             |
| HMS Cobra: Convois pour Mourmansk                                      | 1986 | Cobra Soft                                                            | Simulatiespel                         |
| The Hobbit                                                             | 1985 | Melbourne House                                                       | Avonturenspel                         |
| Hobgoblin                                                              | 1991 | Atlantis Software Limited                                             | Actiespel                             |
| Hold-Up                                                                | 1984 | ERE Informatique                                                      | Actiespel Autoracespel                |
| Hollywood Hijinx                                                       | 1986 | Infocom                                                               | Avonturenspel                         |
| Hong Kong Phooey: No.1 Super Guy                                       | 1990 | Hi-Tec Software                                                       | Actiespel                             |
| Hoppin' Mad                                                            | 1988 | Elite Systems                                                         | Actiespel                             |
| Hostage: Rescue Mission                                                | 1990 | Infogrames Europe                                                     | Actiespel Simulatiespel               |
| Hot Rod                                                                | 1990 | Activision                                                            | Actiespel Autoracespel                |
| Hotshot                                                                | 1988 | Prism Leisure Corporation                                             | Actiespel                             |
| Howard the Duck                                                        | 1987 | Activision                                                            | Actiespel                             |
| How to be a Complete Bastard                                           | 1987 | Mastertronic Virgin Games                                             | Avonturenspel                         |
| How to be a Hero                                                       | 1987 | Mastertronic                                                          | Actiespel Strategiespel               |
| Hudson Hawk                                                            | 1991 | Ocean Software                                                        | Actiespel                             |
| Human Killing Machine                                                  | 1989 | U.S. Gold                                                             | Actiespel                             |
| Humphrey                                                               | 1988 | Zigurat                                                               | Actiespel                             |
| Hunchback                                                              | 1984 | Ocean Software Amsoft                                                 | Actiespel                             |
| Hunchback II: Quasimodo's Revenge                                      | 1985 | Ocean Software                                                        | Actiespel                             |
| Hunchback: the Adventure                                               | 1986 | Ocean Software                                                        | Avonturenspel                         |
| Hundra                                                                 | 1988 | Dinamic Software                                                      | Actiespel                             |
| The Hunt for Red October                                               | 1988 | Grandslam Entertainments                                              | Simulatiespel                         |
| The Hunt for Red October                                               | 1991 | Grandslam Video                                                       | Actiespel                             |
| Huxley Pig                                                             | 1990 | Alternative Software                                                  | Actiespel                             |
| Hybrid                                                                 | 1987 | Starlight Software                                                    | Actiespel                             |
| Hydra                                                                  | 1990 | Domark Software                                                       | Actiespel Autoracespel                |
| Hydrofool                                                              | 1987 | FTL - Faster Than Light                                               | Actiespel                             |
| Hyperbowl                                                              | 1987 | Mastertronic                                                          | Actiespel Sportspel                   |
| Hyper Sports                                                           | 1985 | Imagine Software The Hit Squad                                        | Actiespel Sportspel                   |
| I-Alien                                                                | 1988 | CRL Group                                                             | Actiespel                             |
| Ian Botham's Test Match                                                | 1985 | Tynesoft Computer Software                                            | Sportspel                             |
| Ian Fleming's James Bond 007 in Live and Let Die: The Computer Game    | 1988 | Domark Software                                                       | Actiespel                             |
| I,Ball                                                                 | 1987 | Firebird Software                                                     | Actiespel                             |
| I Ball II                                                              | 1987 | Firebird Software                                                     | Actiespel                             |
| Icon Jon                                                               | 1986 | Mirrorsoft                                                            | Avonturenspel                         |
| Ikari Warriors                                                         | 1987 | Elite Systems                                                         | Actiespel                             |
| Ikari Warriors II: Victory Road                                        | 1988 | Imagine                                                               | Actiespel                             |
| Imagination                                                            | 1987 | Firebird Software                                                     | Avonturenspel                         |
| Impossaball                                                            | 1987 | Hewson Consultants                                                    | Actiespel                             |
| Impossamole                                                            | 1990 | Gremlin Graphics Software                                             | Actiespel                             |
| Impossible Mission                                                     | 1986 | U.S. Gold                                                             | Actiespel                             |
| Impossible Mission II                                                  | 1988 | Epyx                                                                  | Actiespel                             |
| Incredible Shrinking Sphere                                            | 1989 | Electric Dreams Software                                              | Actiespel                             |
| The In Crowd                                                           | 1988 | Ocean Software                                                        |                                       |
| Indiana Jones and The Fate of Atlantis: The Action Game                | 1992 | LucasArts U.S. Gold                                                   | Actiespel                             |
| Indiana Jones and the Last Crusade: The Action Game                    | 1989 | U.S. Gold                                                             | Actiespel                             |
| Indiana Jones and the Temple of Doom                                   | 1987 | U.S. Gold                                                             | Actiespel                             |
| Indoor Soccer                                                          | 1986 | Magnificent 7                                                         | Actiespel Sportspel                   |
| Infernal Runner                                                        | 1985 | Loriciels                                                             | Actiespel                             |
| Infidel                                                                | 1986 | Infocom                                                               | Avonturenspel                         |
| Infiltrator                                                            | 1986 | U.S. Gold                                                             | Actiespel Simulatiespel               |
| Infodroid                                                              | 1986 | Beyond                                                                | Actiespel                             |
| Ingrid's Back!                                                         | 1988 | Level 9 Computing                                                     | Avonturenspel                         |
| The Inheritance: Chaos in Scotland                                     | 1987 | Infogrames Multimedia                                                 | Avonturenspel                         |
| The Inheritance: Panic in Las Vegas                                    | 1987 | Infogrames Multimedia                                                 | Avonturenspel                         |
| International 3D Tennis                                                | 1990 | Palace Software                                                       | Sportspel                             |
| International Football                                                 | 1990 | D&H Games                                                             | Sportspel Strategiespel               |
| International Manager                                                  | 1986 | D&H Games                                                             | Strategiespel                         |
| International Ninja Rabbits                                            | 1991 | Microvalue                                                            | Actiespel                             |
| International Rugby Simulator                                          | 1988 | Codemasters                                                           | Actiespel Simulatiespel Sportspel     |
| International Speedway                                                 | 1988 | Silverbird Software                                                   | Autoracespel Sportspel                |
| International Tennis                                                   | 1992 | Zeppelin Games Limited                                                | Sportspel                             |
| Into the Eagle's Nest                                                  | 1987 | Pandora                                                               | Actiespel                             |
| Invasion                                                               | 1987 | Mastertronic                                                          | Actiespel Strategiespel               |
| Invitation                                                             | 1987 | Loriciels                                                             | Avonturenspel                         |
| Iron Lord                                                              | 1990 | Ubisoft                                                               | Actiespel Strategiespel               |
| Iron Trackers                                                          | 1989 | Microïds                                                              | Actiespel Autoracespel                |
| The Island of Dr. Destructo                                            | 1987 | Mastertronic                                                          | Actiespel                             |
| Isoleur                                                                | 1985 | Sprites                                                               | Strategiespel                         |
| It's a Knockout                                                        | 1986 | Ocean Software                                                        | Actiespel                             |
| Ivan 'Ironman' Stewart's Super Off Road                                | 1990 | Virgin Mastertronic                                                   | Autoracespel                          |
| Iznogoud                                                               | 1987 | Infogrames Multimedia                                                 | Actiespel Avonturenspel               |
| Jabato                                                                 | 1989 | Aventuras                                                             | Avonturenspel                         |
| Jackal                                                                 | 1987 | Konami Industry                                                       | Actiespel Autoracespel                |
| Jack and the Beanstalk (computerspel)Jack and the Beanstalk            | 1985 | Thor Computer Software                                                | Actiespel                             |
| Jackle & Wide                                                          | 1987 | Bulldog Software                                                      | Actiespel                             |
| Jack Nicklaus' Greatest 18 Holes of Major Championship Golf            | 1989 | Accolade                                                              | Sportspel                             |
| Jackson City                                                           | 1990 | G.LL. Software                                                        | Actiespel                             |
| Jack the Nipper                                                        | 1986 | Gremlin Graphics Software                                             | Actiespel                             |
| Jack the Nipper... II in Coconut Capers                                | 1987 | Gremlin Graphics Software                                             | Actiespel                             |
| Jack the Ripper                                                        | 1987 | CRL Group                                                             | Avonturenspel                         |
| Jahangir Khan World Championship Squash                                | 1991 | Krisalis Software                                                     | Sportspel                             |
| Jai Alai                                                               | 1991 | Opera Soft                                                            | Sportspel                             |
| Jail Break                                                             | 1986 | Konami UK                                                             | Actiespel                             |
| James Bond 007 in The Living Daylights: The Computer Game              | 1987 | Domark Software                                                       | Actiespel                             |
| James Clavell's Shogun                                                 | 1986 | Virgin Games                                                          | Avonturenspel                         |
| Jaws: The Computer Game                                                | 1989 | Screen 7                                                              | Actiespel Strategiespel               |
| Jeffrey Archer: Not a Penny More, Not a Penny Less - The Computer Game | 1987 | Domark Software                                                       | Avonturenspel                         |
| Jet Bike Simulator                                                     | 1988 | Codemasters                                                           | Autoracespel Sportspel                |
| Jet-Boot Jack                                                          | 1984 | Amsoft                                                                | Actiespel                             |
| Jet Set Willy                                                          | 1985 | Software Projects                                                     | Actiespel                             |
| The Jetsons: The Computer Game                                         | 1992 | Hi-Tec Software                                                       | Actiespel Autoracespel                |
| Jewels of Darkness                                                     | 1986 | Rainbird Software                                                     | Avonturenspel                         |
| Jimmy Connors Pro Tennis Tour                                          | 1989 | Ubisoft                                                               | Actiespel Simulatiespel Sportspel     |
| Jimmy's Soccer Manager                                                 | 1992 | Beyond Belief                                                         | Sportspel Strategiespel               |
| Jim Power in "Mutant Planet"                                           | 1992 | Loriciel                                                              | Actiespel                             |
| Jinks                                                                  | 1988 | Rainbow Arts Software                                                 | Actiespel                             |
| Jinxter                                                                | 1988 | Rainbird Software                                                     | Avonturenspel                         |
| Jocky Wilson's Compendium of Darts                                     | 1990 | Zeppelin Games Limited                                                | Sportspel                             |
| Jocky Wilson's Darts Challenge                                         | 1988 | Zeppelin Games Limited                                                | Sportspel                             |
| Joe Blade                                                              | 1987 | Players Software                                                      | Actiespel                             |
| Joe Blade II                                                           | 1988 | Players Software                                                      | Actiespel                             |
| John Elway's Quarterback                                               | 1990 | Virgin Mastertronic                                                   | Actiespel Sportspel                   |
| Johnny Reb II                                                          | 1986 | M.C. Lothlorien                                                       | Strategiespel                         |
| Jonah Barrington's Squash                                              | 1985 | New Generation Software                                               | Actiespel Simulatiespel Sportspel     |
| J.R.R. Tolkien's War in Middle Earth                                   | 1989 | Melbourne House                                                       | RPG Strategiespel                     |
| Jump                                                                   | 1992 | Zigurat                                                               | Actiespel                             |
| Kane                                                                   | 1986 | Mastertronic                                                          | Actiespel                             |
| Karate Ace                                                             | 1988 | Gremlin Graphics Software                                             |                                       |
| Karateka                                                               | 1990 | Brøderbund Software                                                   | Actiespel                             |
| Karnov                                                                 | 1988 | Electric Dreams Software                                              | Actiespel                             |
| Kat Trap                                                               | 1987 | Streetwise                                                            | Actiespel                             |
| Keith Van Eron's Pro Soccer                                            | 1988 | MicroProse Software                                                   | Actiespel Sportspel                   |
| Kenny Dalglish Soccer Manager                                          | 1989 | Cognito                                                               | Sportspel Strategiespel               |
| Kenny Dalglish Soccer Match                                            | 1990 | Impressions                                                           | Actiespel Simulatiespel Sportspel     |
| Kentilla                                                               | 1986 | Mastertronic                                                          | Avonturenspel                         |
| Kentucky Racing                                                        | 1990 | Alternative Software                                                  | Actiespel Sportspel                   |
| Kick Off                                                               | 1989 | Anco Software                                                         | Sportspel                             |
| Kick Off 2                                                             | 1990 | Anco Software                                                         | Sportspel                             |
| Kikstart 2                                                             | 1988 | Mastertronic                                                          | Actiespel Sportspel                   |
| Killed Until Dead                                                      | 1987 | U.S. Gold                                                             | Avonturenspel                         |
| Killerball                                                             | 1991 | Microïds                                                              | Actiespel Sportspel                   |
| Killer Gorilla                                                         | 1984 | Micro Power                                                           | Actiespel                             |
| Kinetik                                                                | 1987 | Firebird Software                                                     | Actiespel                             |
| Klax                                                                   | 1990 | Domark Software                                                       | Actiespel Strategiespel               |
| Knight Force                                                           | 1989 | Titus France                                                          | Actiespel                             |
| Knight Games                                                           | 1986 | The English Software Company                                          | Sportspel                             |
| Knight Lore                                                            | 1985 | Ashby Computers and Graphics                                          | Actiespel                             |
| Knightmare                                                             | 1987 | Activision Mastertronic                                               | Actiespel Avonturenspel               |
| Knight Orc                                                             | 1987 | Rainbird Software                                                     | Avonturenspel                         |
| Knight Rider                                                           | 1986 | Ocean Software                                                        | Actiespel Autoracespel                |
| Knight Tyme                                                            | 1986 | Mastertronic                                                          | Avonturenspel                         |
| Kobyashi Naru                                                          | 1987 | Mastertronic                                                          | Avonturenspel                         |
| Kokotoni Wilf                                                          | 1986 | Elite Systems                                                         | Actiespel                             |
| Konami Coin-Op Hits                                                    | 1986 | Imagine Software                                                      |                                       |
| Konami's Golf                                                          | 1987 | Imagine Software                                                      | Simulatiespel Sportspel               |
| Kong's Revenge                                                         | 1991 | Zigurat                                                               | Actiespel                             |
| Koronis Rift                                                           | 1987 | Activision                                                            | Actiespel Strategiespel               |
| Krakout                                                                | 1987 | Gremlin Graphics Software                                             | Actiespel                             |
| The Krypton Factor                                                     | 1987 | TV Games                                                              | Educatiespel Simulatiespel            |
| Kung-Fu Master                                                         | 1987 | U.S. Gold                                                             | Actiespel                             |
| Kwik Snax                                                              | 1990 | The Codemasters Software Company Limited                              | Actiespel                             |
| La Abadía del Crimen                                                   | 1988 | MCM Software                                                          | Avonturenspel                         |
| La Aventura Espacial                                                   | 1990 | Aventuras                                                             | Avonturenspel                         |
| La Aventura Original                                                   | 1989 | Aventuras                                                             | Avonturenspel                         |
| La Corona Mágica                                                       | 1990 | OMK Software                                                          | Actiespel                             |
| La Diosa de Cozumel                                                    | 1990 | Aventuras                                                             | Avonturenspel                         |
| La Espada Sagrada                                                      | 1990 | Topo Soft                                                             | Actiespel                             |
| Lagaf': Les Aventures de Moktar - Vol 1: La Zoubida                    | 1992 | Titus France                                                          | Actiespel                             |
| La Guerra de las Vajillas                                              | 1988 | Dinamic Software                                                      | Avonturenspel                         |
| L'Aigle d'Or                                                           | 1986 | Loriciels                                                             | Actiespel                             |
| Lamborghini: American Challenge                                        | 1992 | Titus France                                                          | Autoracespel                          |
| Lancelot                                                               | 1988 | Mandarin Software                                                     | Avonturenspel                         |
| Laser Squad                                                            | 1989 | Blade Software                                                        | Strategiespel                         |
| Last Duel: Inter Planet War 2012                                       | 1989 | U.S. Gold                                                             | Actiespel                             |
| The Last Mission                                                       | 1987 | Opera Soft                                                            | Actiespel                             |
| Last Ninja 2: Back with a Vengeance                                    | 1988 | System 3 Software                                                     | Actiespel                             |
| The Last V8                                                            | 1986 | Mastertronic                                                          | Autoracespel                          |
| Las Vegas Casino                                                       | 1989 | Zeppelin Games Limited                                                | Strategiespel                         |
| Las Vegas Video Poker                                                  | 1986 | Mastertronic                                                          | Strategiespel                         |
| Lazer Tag                                                              | 1987 | GO!                                                                   | Actiespel Sportspel                   |
| Leader Board                                                           | 1987 | U.S. Gold                                                             | Sportspel                             |
| Leaderboard Tournament                                                 | 1987 | U.S. Gold                                                             | Sportspel                             |
| League Challenge                                                       | 1987 | Atlantis Software Limited                                             | Sportspel Strategiespel               |
| Leather Goddesses of Phobos                                            | 1986 | Infocom                                                               | Avonturenspel                         |
| Le Diamant de l'Île Maudite                                            | 1986 | Loriciels                                                             | Avonturenspel RPG                     |
| L.E.D. Storm                                                           | 1988 | GO!                                                                   | Actiespel Autoracespel                |
| The Legend of Apache Gold                                              | 1986 | Incentive Software                                                    | Avonturenspel                         |
| The Legend of Kage                                                     | 1986 | Imagine Software                                                      | Actiespel                             |
| Legions of Death                                                       | 1986 | M.C. Lothlorien                                                       | Strategiespel                         |
| Le Labyrinthe d'Errare                                                 | 1989 | Retz                                                                  | Educatiespel                          |
| Le Labyrinthe d'Orthophus                                              | 1989 | Retz                                                                  | Educatiespel                          |
| Le Maître des Âmes                                                     | 1987 | Ubisoft France SAS                                                    | RPG                                   |
| Lemmings                                                               | 1992 | Psygnosis Limited                                                     | Strategiespel                         |
| Le Mystère de Kikekankoi                                               | 1985 | Loriciels                                                             | Avonturenspel                         |
| Leviathan                                                              | 1987 | The English Software Company                                          | Actiespel                             |
| Life Force                                                             | 1988 | Imagine                                                               | Actiespel                             |
| Life-Term                                                              | 1987 | Alternative Software                                                  | Avonturenspel                         |
| The Light Corridor                                                     | 1990 | Infogrames Europe                                                     | Actiespel Strategiespel               |
| Lightforce                                                             | 1986 | FTL - Faster Than Light                                               | Actiespel                             |
| Line of Fire                                                           | 1990 | U.S. Gold                                                             | Actiespel                             |
| Little Computer People                                                 | 1985 | Activision                                                            | Simulatiespel                         |
| Little Puff in Dragonland                                              | 1989 | Codemasters                                                           | Avonturenspel                         |
| Live Ammo                                                              | 1987 | Ocean Software                                                        |                                       |
| Lode Runner                                                            | 1990 | Grandslam Entertainments                                              | Actiespel Sportspel                   |
| Livingstone II                                                         | 1989 | Opera Soft                                                            | Actiespel                             |
| Livingstone, I Presume?                                                | 1987 | Opera Soft                                                            | Actiespel                             |
| Lode Runner                                                            | 1989 | Brøderbund Software                                                   | Actiespel                             |
| Lone Wolf: The Mirror of Death                                         | 1991 | Audiogenic Software                                                   | Actiespel                             |
| Loopz                                                                  | 1990 | Audiogenic Software                                                   | Strategiespel                         |
| The Loopz Collection                                                   | 1991 | Audiogenic Software                                                   |                                       |
| Lords of Chaos                                                         | 1990 | Blade Software                                                        | RPG Strategiespel                     |
| Lords of Chaos: Expansion Kit One                                      | 1990 | Mythos Games                                                          | RPG                                   |
| The Lords of Midnight                                                  | 1984 | Amsoft                                                                | RPG Strategiespel                     |
| Lords of Time                                                          | 1984 | Level 9 Computing                                                     | Avonturenspel                         |
| Lorna                                                                  | 1990 | Erbe Software                                                         | Actiespel                             |
| Los Angeles SWAT                                                       | 1987 | Mastertronic                                                          | Actiespel                             |
| Los Inhumanos                                                          | 1990 | S.L. Delta Software                                                   | Actiespel                             |
| Los Pájaros de Bangkok                                                 | 1988 | Dinamic Software                                                      | Avonturenspel                         |
| Los Templos Sagrados                                                   | 1991 | Aventuras                                                             | Avonturenspel                         |
| Lotus Esprit Turbo Challenge                                           | 1990 | Gremlin Graphics Software Erbe Software GBH                           | Autoracespel                          |
| Lucasfilm Games Prestige Collection                                    | 1987 | Activision                                                            |                                       |
| Lucky Luke                                                             | 1987 | Cedic Vifi                                                            | Actiespel Avonturenspel               |
| The Lurking Horror                                                     | 1987 | Infocom                                                               | Avonturenspel                         |
| Macadam Bumper                                                         | 1985 | PSS                                                                   | Simulatiespel                         |
| Mach 3                                                                 | 1987 | Loriciels                                                             | Actiespel                             |
| Madballs                                                               | 1988 | Ocean Software                                                        | Actiespel                             |
| Mad Mix                                                                | 1988 | Topo Soft                                                             | Actiespel                             |
| Mad Mix 2: En el castillo de los fantasmas                             | 1990 | Topo Soft                                                             | Actiespel                             |
| Magic Johnson's Fast Break                                             | 1990 | Dro Soft                                                              | Sportspel                             |
| Magicland Dizzy                                                        | 1990 | Codemasters                                                           | Actiespel                             |
| MagMax                                                                 | 1987 | Imagine Software                                                      | Actiespel                             |
| Magnetik Tank                                                          | 1986 | Loriciels                                                             | Actiespel                             |
| Mambo                                                                  | 1989 | Positive                                                              | Actiespel                             |
| Manchester United                                                      | 1990 | Krisalis Software                                                     | Simulatiespel Sportspel               |
| Manchester United Europe                                               | 1991 | Krisalis Software                                                     | Simulatiespel Sportspel               |
| Mandragore                                                             | 1986 | Infogrames Multimedia                                                 | RPG                                   |
| Manic Miner                                                            | 1985 | Software Projects                                                     | Actiespel                             |
| Maracaïbo                                                              | 1986 | Loriciels                                                             | Actiespel                             |
| Marauder                                                               | 1988 | Hewson Consultants                                                    | Actiespel Autoracespel                |
| Marble Madness Construction Set                                        | 1986 | Melbourne House                                                       | Actiespel                             |
| Marble Madness Deluxe Edition                                          | 1987 | Melbourne House                                                       | Actiespel                             |
| Mario Bros.                                                            | 1987 | Ocean Software                                                        | Actiespel                             |
| Marsport                                                               | 1985 | Gargoyle Games                                                        | Actiespel Avonturenspel               |
| MASK                                                                   | 1987 | Gremlin Graphics Software                                             | Actiespel Autoracespel                |
| MASK Two Two                                                           | 1988 | Gremlin Graphics Software                                             | Actiespel                             |
| Master Chess                                                           | 1987 | Mastertronic                                                          | Strategiespel                         |
| Master of the Lamps                                                    | 1985 | Activision                                                            | Actiespel Strategiespel               |
| Masters of the Universe: The Movie                                     | 1987 | Gremlin Graphics Software                                             | Actiespel                             |
| Mata Hari                                                              | 1988 | Loriciels                                                             | Actiespel                             |
| Match Day                                                              | 1985 | Ocean Software                                                        | Sportspel                             |
| Match Day II                                                           | 1987 | Ocean Software                                                        | Actiespel Simulatiespel Sportspel     |
| Max Headroom                                                           | 1986 | Quicksilva                                                            | Strategiespel                         |
| M.A.X.: Maximum Action Xtra                                            | 1991 | U.S. Gold                                                             |                                       |
| Maze Mania                                                             | 1989 | Hewson Consultants                                                    | Actiespel                             |
| Mega-Apocalypse                                                        | 1988 | Martech                                                               | Actiespel                             |
| Mega-Bucks                                                             | 1986 | Firebird Software                                                     | Avonturenspel                         |
| Megachess                                                              | 1988 | MCM Software                                                          | Strategiespel                         |
| Megacorp                                                               | 1987 | Dinamic Software                                                      | Avonturenspel                         |
| Meganova                                                               | 1988 | Dinamic Software                                                      | Actiespel                             |
| Mega Phoenix                                                           | 1991 | Dinamic Software                                                      | Actiespel                             |
| Mega Sports                                                            | 1992 | U.S. Gold                                                             | Actiespel Sportspel                   |
| Mémorise                                                               | 1989 | Carraz editions                                                       | Educatiespel                          |
| Mercenary: Compendium Edition                                          | 1987 | Novagen Software                                                      | Actiespel Simulatiespel               |
| Mercs                                                                  | 1991 | U.S. Gold                                                             | Actiespel                             |
| Mermaid Madness                                                        | 1986 | Electric Dreams Software                                              | Actiespel                             |
| Metaplex                                                               | 1988 | Addictive Games                                                       | Actiespel                             |
| Metro Cross                                                            | 1987 | U.S. Gold                                                             | Actiespel Sportspel                   |
| Metropolis                                                             | 1988 | The Power House                                                       | Actiespel                             |
| Metropolis                                                             | 1989 | Topo Soft                                                             | Actiespel                             |
| Méwilo                                                                 | 1987 | Coktel Vision                                                         | Avonturenspel                         |
| Miami Dice                                                             | 1986 | Bug-Byte Software                                                     | Simulatiespel                         |
| Miami Vice                                                             | 1986 | Ocean Software                                                        | Actiespel Autoracespel                |
| Michel Futbol Master + Super Skills                                    | 1989 | Dinamic Software                                                      | Sportspel                             |
| Mickey Mouse: The Computer Game                                        | 1988 | Gremlin Graphics Software                                             | Actiespel                             |
| Microball                                                              | 1988 | Alternative Software                                                  | Actiespel                             |
| Midnight Resistance                                                    | 1990 | Ocean Software                                                        | Actiespel                             |
| Mig-29 Soviet Fighter                                                  | 1989 | Codemasters                                                           | Actiespel Simulatiespel               |
| Mike Gunner                                                            | 1989 | Dinamic Software                                                      | Actiespel                             |
| Mike Read's Computer Pop Quiz                                          | 1989 | Elite Systems                                                         | Simulatiespel                         |
| Mikie                                                                  | 1986 | Imagine                                                               | Actiespel                             |
| Milk Race                                                              | 1987 | Mastertronic                                                          | Simulatiespel Sportspel               |
| Mindfighter                                                            | 1988 | Activision                                                            | Avonturenspel                         |
| Mindshadow                                                             | 1985 | Activision                                                            | Avonturenspel                         |
| Mindtrap                                                               | 1989 | Mastertronic                                                          | Strategiespel                         |
| Mission                                                                | 1987 | Loriciels                                                             | Actiespel                             |
| Mission Elevator                                                       | 1986 | Eurogold                                                              | Actiespel                             |
| Mobile Man                                                             | 1989 | Loriciel                                                              | Actiespel                             |
| Molecule Man                                                           | 1986 | Mastertronic                                                          | Avonturenspel                         |
| Monopoly                                                               | 1985 | Leisure Genius                                                        | Strategiespel                         |
| Monte Carlo Casino                                                     | 1989 | The Codemasters Software Company Limited                              | Simulatiespel                         |
| Monty on the Run                                                       | 1985 | Gremlin Graphics Software                                             | Actiespel                             |
| Monty Python's Flying Circus                                           | 1990 | Virgin Games                                                          | Actiespel                             |
| Moon Blaster                                                           | 1990 | Loriciel                                                              | Actiespel                             |
| Moon Buggy                                                             | 1985 | Anirog Software                                                       | Actiespel                             |
| Moon Cresta                                                            | 1986 | Incentive Software                                                    | Actiespel                             |
| Moonmist                                                               | 1986 | Infocom                                                               | Avonturenspel                         |
| Moonwalker                                                             | 1989 | U.S. Gold                                                             | Actiespel                             |
| Mordon's Quest                                                         | 1985 | Melbourne House                                                       | Avonturenspel                         |
| Mortadelo y Filemón II: Safari Callejerd                               | 1989 | Dro Soft                                                              | Actiespel                             |
| Mortville Manor                                                        | 1988 | Lankhor                                                               | Avonturenspel                         |
| MOT                                                                    | 1989 | Opera Soft                                                            | Actiespel                             |
| Motorbike Madness                                                      | 1988 | Mastertronic                                                          | Actiespel Sportspel                   |
| Motos                                                                  | 1987 | Mastertronic                                                          | Actiespel                             |
| Moto X Simulator                                                       | 1989 | Codemasters                                                           | Actiespel Autoracespel Sportspel      |
| Mountains of Ket                                                       | 1986 | Incentive Software                                                    | Avonturenspel                         |
| Mountie Mick's Deathride                                               | 1987 | Reaktor Software                                                      | Actiespel                             |
| Movie                                                                  | 1986 | Imagine Software                                                      | Actiespel Avonturenspel               |
| Movie Premiere                                                         | 1991 | Elite Systems                                                         |                                       |
| Mr. Heli                                                               | 1989 | Firebird Software                                                     | Actiespel                             |
| Multimixx 1                                                            | 1991 | Kixx                                                                  | Actiespel Compilatiespel              |
| Multimixx 2                                                            | 1991 | Kixx                                                                  | Actiespel Compilatiespel              |
| Multimixx 3                                                            | 1991 | Kixx                                                                  | Actiespel Compilatiespel              |
| Multimixx 4                                                            | 1992 | Kixx                                                                  | Actiespel Compilatiespel              |
| Multimixx 5                                                            | 1992 | Kixx                                                                  | Actiespel Compilatiespel              |
| Multi-Player Soccer Manager                                            | 1990 | D&H Games                                                             | Sportspel Strategiespel               |
| Multi Sports                                                           | 1991 | Dinamic Software                                                      |                                       |
| Mundial de Fútbol                                                      | 1990 | Opera Soft                                                            | Sportspel                             |
| The Munsters                                                           | 1989 | Alternative Software                                                  | Actiespel                             |
| Murder on the Atlantic                                                 | 1986 | Infogrames Europe Cobra Soft                                          | Avonturenspel                         |
| Murders in Venice                                                      | 1989 | Infogrames Europe                                                     | Avonturenspel                         |
| Mutants                                                                | 1987 | Ocean Software                                                        | Actiespel                             |
| Mutan Zone                                                             | 1988 | Opera Soft                                                            | Actiespel                             |
| Mystery of the Nile                                                    | 1986 | Zigurat Firebird Software                                             | Actiespel Avonturenspel Strategiespel |
| Mystical                                                               | 1990 | Infogrames Europe                                                     | Actiespel                             |
| Myth: History in the Making                                            | 1989 | System 3 Software                                                     | Actiespel                             |
| Mythos                                                                 | 1990 | Opera Soft                                                            | Actiespel                             |
| NARC                                                                   | 1990 | Ocean Software                                                        | Actiespel                             |
| Narco Police                                                           | 1990 | Dinamic Software                                                      | Actiespel Strategiespel               |
| Navy Moves                                                             | 1988 | Dinamic Software                                                      | Actiespel                             |
| Navy Seals                                                             | 1990 | Ocean Software                                                        | Actiespel                             |
| Necris Dome                                                            | 1986 | Codemasters Software                                                  | Avonturenspel                         |
| NEIL Android                                                           | 1988 | Alternative Software                                                  | Actiespel                             |
| Nemesis the Warlock                                                    | 1987 | Martech                                                               | Actiespel                             |
| Nether Earth                                                           | 1987 | Argus Press Software                                                  | Strategiespel                         |
| Netherworld                                                            | 1988 | Hewson Consultants                                                    | Actiespel                             |
| The Neverending Story                                                  | 1985 | Ocean Software                                                        | Avonturenspel                         |
| The NewZealand Story                                                   | 1989 | The Hit Squad Ocean Software                                          | Actiespel                             |
| Nibbler                                                                | 1985 | Rainbow Arts Software                                                 | Actiespel                             |
| Nigel Mansell's Grand Prix                                             | 1988 | Martech                                                               | Autoracespel Simulatiespel            |
| Nigel Mansell's World Championship Racing                              | 1993 | Gremlin Graphics Software                                             | Autoracespel                          |
| NightHunter                                                            | 1990 | Ubisoft                                                               | Actiespel                             |
| Nightshade                                                             | 1985 | Ultimate - Play the Game                                              | Actiespel                             |
| Night Shift                                                            | 1991 | U.S. Gold                                                             | Actiespel                             |
| Ninja                                                                  | 1987 | Mastertronic                                                          | Actiespel                             |
| Ninja Commando                                                         | 1988 | Zeppelin Games Limited                                                | Actiespel                             |
| Ninja Gaiden                                                           | 1990 | Ocean Software                                                        | Actiespel                             |
| Ninja Massacre                                                         | 1989 | Codemasters                                                           | Actiespel                             |
| Ninja Master                                                           | 1986 | Firebird Software                                                     | Actiespel                             |
| Ninja Remix                                                            | 1990 | System 3 Software                                                     | Actiespel                             |
| Ninja Scooter Simulator                                                | 1988 | Silverbird Software                                                   | Actiespel                             |
| Ninja Spirit                                                           | 1990 | Activision                                                            | Actiespel                             |
| The Ninja Warriors                                                     | 1989 | Virgin Mastertronic                                                   | Actiespel                             |
| Nodes of Yesod                                                         | 1985 | Odin Computer Graphics                                                | Actiespel                             |
| No Exit                                                                | 1990 | Tomahawk                                                              | Actiespel                             |
| No Limits                                                              | 1991 | U.S. Gold                                                             | Actiespel                             |
| N.O.M.A.D                                                              | 1986 | Ocean Software                                                        | Actiespel                             |
| Nonamed                                                                | 1986 | Mastertronic Dinamic Software                                         | Actiespel                             |
| Nonterraqueous                                                         | 1985 | Mastertronic                                                          | Actiespel                             |
| North & South                                                          | 1990 | Infogrames Europe                                                     | Actiespel Strategiespel               |
| NorthStar                                                              | 1988 | Gremlin Graphics Software                                             | Actiespel                             |
| Nosferatu the Vampyre                                                  | 1986 | Piranha                                                               | Actiespel Avonturenspel               |
| Nuclear Heist                                                          | 1986 | Players Software                                                      | Actiespel                             |
| NY Warriors                                                            | 1990 | Virgin Mastertronic                                                   | Actiespel                             |
| Oberon 69                                                              | 1990 | G.LL. Software                                                        | Actiespel                             |
| Obliterator                                                            | 1988 | Psygnosis Limited                                                     | Actiespel                             |
| Ocean Conqueror                                                        | 1987 | Hewson Consultants                                                    | Simulatiespel                         |
| The Official America's Cup Sailing Simulation                          | 1986 | U.S. Gold                                                             | Actiespel Simulatiespel Sportspel     |
| The Official Father Christmas                                          | 1989 | Alternative Software                                                  | Actiespel                             |
| Off Shore Warrior                                                      | 1988 | Titus France                                                          | Actiespel Autoracespel Sportspel      |
| Oh Mummy                                                               | 1984 | Amsoft                                                                | Actiespel                             |
| Oink!                                                                  | 1987 | CRL Group                                                             | Actiespel                             |
| Ole!                                                                   | 1987 | Firebird Software                                                     | Simulatiespel                         |
| Olé, Toro                                                              | 1985 | Dinamic Software                                                      | Simulatiespel                         |
| Olli & Lissa 3: The Candlelight Adventure                              | 1989 | Codemasters                                                           | Actiespel                             |
| Olli & Lissa: The Ghost of Shilmore Castle                             | 1987 | Firebird Software                                                     | Actiespel                             |
| Omni-Play Horse Racing                                                 | 1986 | Mastertronic                                                          | Simulatiespel Sportspel               |
| One Man and His Droid                                                  | 1985 | Mastertronic                                                          | Actiespel                             |
| Opera Super Sports                                                     | 1991 | Opera Soft                                                            | Autoracespel Sportspel                |
| Operation Hanoi                                                        | 1990 | Players Software                                                      | Actiespel                             |
| Operation Thunderbolt                                                  | 1990 | Ocean Software                                                        | Actiespel                             |
| Operation Wolf                                                         | 1988 | Ocean Software                                                        | Actiespel                             |
| Oriental Games                                                         | 1990 | MicroStyle                                                            | Actiespel                             |
| Orphée: Voyage aux Enfers                                              | 1985 | Loriciels                                                             | Avonturenspel                         |
| Out Board                                                              | 1990 | Loriciel                                                              | Autoracespel                          |
| OutRun                                                                 | 1987 | U.S. Gold                                                             | Autoracespel                          |
| OutRun Europa                                                          | 1991 | U.S. Gold                                                             | Autoracespel                          |
| Overlander                                                             | 1988 | Elite Systems                                                         | Actiespel Autoracespel                |
| P47 Thunderbolt                                                        | 1990 | Firebird Software                                                     | Actiespel                             |
| Pacific                                                                | 1986 | ERE Informatique                                                      | Actiespel                             |
| Pack of Aces                                                           | 1987 | Paxman Promotions                                                     |                                       |
| Pack Powersports                                                       | 1991 | Zigurat                                                               | Autoracespel Sportspel                |
| Pac-Land                                                               | 1988 | Grandslam Entertainments                                              | Actiespel                             |
| Pac-Mania                                                              | 1988 | Grandslam Entertainments                                              | Actiespel                             |
| Pang                                                                   | 1991 | Ocean Software                                                        | Actiespel                             |
| Panzadrome                                                             | 1985 | Ariolasoft UK                                                         | Actiespel                             |
| Panza Kick Boxing                                                      | 1990 | Loriciels                                                             | Actiespel Sportspel                   |
| Paperboy                                                               | 1987 | Elite Systems                                                         | Actiespel                             |
| Paperboy 2                                                             | 1991 | Mindscape International                                               | Actiespel                             |
| The Paranoia Complex                                                   | 1989 | Magic Bytes                                                           | Actiespel                             |
| Paris-Dakar                                                            | 1988 | Zigurat                                                               | Autoracespel Simulatiespel            |
| Park Patrol                                                            | 1986 | Firebird Software                                                     | Actiespel Simulatiespel               |
| Passengers on the Wind                                                 | 1986 | Infogrames Multimedia                                                 | Avonturenspel                         |
| Passengers on the Wind II                                              | 1988 | Infogrames Entertainment                                              | Avonturenspel                         |
| Passing Shot                                                           | 1989 | Image Works Encore                                                    | Sportspel                             |
| The Pawn                                                               | 1987 | Rainbird Software                                                     | Avonturenspel                         |
| Paws                                                                   | 1985 | Artic Computing                                                       | Actiespel                             |
| Pearl Harbour                                                          | 1985 | Sprites                                                               | Strategiespel                         |
| Pegasus Bridge                                                         | 1987 | PSS                                                                   | Simulatiespel Strategiespel           |
| Penalty Soccer                                                         | 1990 | Artronic Limited                                                      | Sportspel                             |
| Perico Delgado Maillot Amarillo                                        | 1989 | Erbe Software                                                         | Autoracespel Simulatiespel Sportspel  |
| Peter Beardsley's International Football                               | 1988 | Grandslam Entertainments                                              | Actiespel Sportspel                   |
| Peter Pack Rat                                                         | 1988 | Silverbird Software                                                   | Actiespel                             |
| Peter Pan                                                              | 1988 | Coktel Vision                                                         | Avonturenspel Strategiespel           |
| Peter Shilton's Handball Maradona!                                     | 1986 | Argus Press Software                                                  | Sportspel                             |
| Phileas Fogg's Balloon Battles                                         | 1991 | Zeppelin Games Limited                                                | Actiespel                             |
| PHM Pegasus                                                            | 1988 | Electronic Arts                                                       | Actiespel Simulatiespel               |
| Pick 'n Pile                                                           | 1990 | Ubisoft                                                               | Strategiespel                         |
| Pictionary: The Game of Quick Draw                                     | 1989 | Domark Software                                                       | Strategiespel                         |
| Pinball Magic                                                          | 1990 | Loriciels                                                             | Actiespel                             |
| Pinball Wizard                                                         | 1985 | CP Software                                                           | Actiespel                             |
| Ping Pong                                                              | 1985 | Imagine Software                                                      | Actiespel Simulatiespel Sportspel     |
| Pink Panther                                                           | 1988 | Gremlin Graphics Software                                             | Actiespel Avonturenspel               |
| Pipe Dream                                                             | 1990 | Empire Software                                                       | Strategiespel                         |
| Piso Zero                                                              | 1991 | Zigurat                                                               | Actiespel                             |
| Pit-Fighter                                                            | 1991 | Domark Software                                                       | Actiespel                             |
| Planetfall                                                             | 1986 | Infocom                                                               | Avonturenspel                         |
| Platoon                                                                | 1988 | Ocean Software                                                        | Actiespel                             |
| Plotting                                                               | 1990 | Ocean Software                                                        | Actiespel Strategiespel               |
| Plundered Hearts                                                       | 1987 | Infocom                                                               | Avonturenspel                         |
| Poli Díaz                                                              | 1990 | Opera Soft                                                            | Sportspel                             |
| Poogaboo: La Pulga 2                                                   | 1991 | Opera Soft                                                            | Actiespel                             |
| Popeye                                                                 | 1986 | Macmillan                                                             | Actiespel                             |
| Popeye 2                                                               | 1991 | Alternative Software                                                  | Actiespel                             |
| Popeye 3: WrestleCrazy                                                 | 1992 | Alternative Software                                                  | Sportspel                             |
| Postman Pat                                                            | 1989 | Alternative Software                                                  | Actiespel Autoracespel                |
| Postman Pat 2                                                          | 1989 | Alternative Software                                                  | Actiespel Avonturenspel               |
| Postman Pat 3: To the Rescue                                           | 1992 | Alternative Software                                                  | Actiespel                             |
| Potsworth & Co.                                                        | 1992 | Hi-Tec Software                                                       | Actiespel                             |
| Power                                                                  | 1985 | Durell Software                                                       | Actiespel                             |
| Power Drift                                                            | 1989 | Activision                                                            | Autoracespel                          |
| Powerplay: The Game of the Gods                                        | 1986 | Arcana Software Limited                                               | Strategiespel                         |
| Predator                                                               | 1987 | Activision                                                            | Actiespel                             |
| Predator 2                                                             | 1991 | Image Works                                                           | Actiespel                             |
| Prehistorik                                                            | 1991 | Titus France                                                          | Actiespel                             |
| Prehistorik 2                                                          | 1993 | Titus France                                                          | Actiespel                             |
| Premier 2: Superleague                                                 | 1987 | E&J Software                                                          | Sportspel Strategiespel               |
| President                                                              | 1987 | Addictive Games                                                       | Strategiespel                         |
| The Price of Magik                                                     | 1986 | Level 9 Computing                                                     | Avonturenspel                         |
| Prince of Persia                                                       | 1990 | Brøderbund Software                                                   | Actiespel                             |
| Prison Riot                                                            | 1990 | Players Software                                                      | Actiespel                             |
| Prodigy                                                                | 1986 | Electric Dreams Software                                              | Actiespel                             |
| Professional BMX Simulator                                             | 1988 | The Codemasters Software Company Limited                              | Autoracespel Sportspel                |
| Professional Ski Simulator                                             | 1988 | Codemasters                                                           | Simulatiespel Sportspel               |
| Professional Snooker Simulator                                         | 1987 | Codemasters Software                                                  | Simulatiespel Sportspel               |
| Professional Tennis Simulator                                          | 1990 | Dinamic Software                                                      | Simulatiespel Sportspel               |
| Prohibition                                                            | 1987 | Infogrames Multimedia                                                 | Actiespel                             |
| Project Future                                                         | 1985 | Gremlin Graphics Software                                             | Actiespel                             |
| Project Neptune                                                        | 1988 | Infogrames Europe                                                     | Actiespel Strategiespel               |
| Pro Powerboat Simulator                                                | 1989 | The Codemasters Software Company Limited                              | Actiespel Autoracespel Sportspel      |
| Pro Skateboard Simulator                                               | 1989 | The Codemasters Software Company Limited                              | Actiespel Sportspel                   |
| Pro Tennis Simulator                                                   | 1989 | Codemasters Software                                                  | Sportspel                             |
| Prowler                                                                | 1987 | Mastertronic                                                          | Actiespel                             |
| Psi 5 Trading Co.                                                      | 1987 | U.S. Gold                                                             | Actiespel Simulatiespel               |
| Psyborg                                                                | 1992 | Loriciel                                                              | Actiespel Autoracespel                |
| Psycho Pigs UXB                                                        | 1988 | U.S. Gold                                                             | Actiespel                             |
| Psycho Soldier                                                         | 1988 | Imagine Software                                                      | Actiespel                             |
| Pub Darts                                                              | 1986 | Mastertronic                                                          | Actiespel                             |
| Pub Games                                                              | 1987 | Alligata Software                                                     | Simulatiespel Sportspel               |
| Puffy's Saga                                                           | 1989 | Ubisoft                                                               | Actiespel                             |
| Pulsator                                                               | 1987 | Martech                                                               | Actiespel                             |
| Punchy                                                                 | 1984 | Amsoft                                                                | Actiespel                             |
| Purple Saturn Day                                                      | 1989 | Infogrames Europe                                                     | Actiespel Autoracespel Sportspel      |
| Puzznic                                                                | 1990 | Ocean Software                                                        | Strategiespel                         |
| Pyjamarama                                                             | 1984 | Amsoft                                                                | Actiespel                             |
| Qabbalah                                                               | 1986 | Amsoft                                                                | Actiespel                             |
| Quad                                                                   | 1987 | Microïds                                                              | Autoracespel                          |
| Quadrel                                                                | 1991 | Loriciels                                                             | Strategiespel                         |
| Quartet                                                                | 1987 | Activision                                                            | Actiespel                             |
| Quattro Cartoon                                                        | 1991 | Codemasters                                                           |                                       |
| Quattro Combat                                                         | 1991 | Codemasters                                                           |                                       |
| Quattro Firepower                                                      | 1991 | Codemasters Software                                                  |                                       |
| Quattro Mega Stars                                                     | 1992 | Codemasters                                                           |                                       |
| Quattro Skills                                                         | 1991 | Codemasters                                                           |                                       |
| Quattro Super Hits                                                     | 1991 | Codemasters                                                           |                                       |
| The Quest for the Golden Eggcup                                        | 1988 | Mastertronic                                                          | Avonturenspel                         |
| Questprobe: Featuring Human Torch and the Thing                        | 1985 | Adventure International                                               | Avonturenspel                         |
| Quiwi                                                                  | 1986 | Kingsoft                                                              | Educatiespel                          |
| The Race Against Time                                                  | 1988 | Codemasters                                                           | Actiespel                             |
| Radius                                                                 | 1987 | Players Software                                                      | Actiespel                             |
| Rad Ramp Racer                                                         | 1989 | Virgin Mastertronic                                                   | Sportspel                             |
| Rad Warrior                                                            | 1986 | Palace Software                                                       | Actiespel                             |
| Raid Over Moscow                                                       | 1985 | U.S. Gold                                                             | Actiespel                             |
| Rainbow Islands                                                        | 1990 | Ocean Software                                                        | Actiespel                             |
| Rally Cross Challenge                                                  | 1989 | Anco Software                                                         | Autoracespel Sportspel                |
| Rally Driver                                                           | 1986 | Hill MacGibbon                                                        | Autoracespel Simulatiespel            |
| Rally Simulator                                                        | 1988 | Zeppelin Games Limited                                                | Autoracespel                          |
| R.A.M.                                                                 | 1990 | Topo Soft                                                             | Actiespel                             |
| Rambo: First Blood Part II                                             | 1986 | Ocean Software                                                        | Actiespel                             |
| Rambo III                                                              | 1988 | Ocean Software                                                        | Actiespel                             |
| Rampage                                                                | 1988 | Activision                                                            | Actiespel                             |
| Ramparts                                                               | 1988 | GO!                                                                   | Actiespel                             |
| Rana Rama                                                              | 1987 | Hewson Consultants                                                    | Actiespel                             |
| Rasputin                                                               | 1986 | Firebird Software                                                     | Avonturenspel                         |
| Rastan                                                                 | 1988 | The Hit Squad Imagine                                                 | Actiespel                             |
| Raster Runner                                                          | 1990 | Mastertronic                                                          | Actiespel                             |
| Rasterscan                                                             | 1987 | Mastertronic                                                          | Strategiespel                         |
| Rath-Tha                                                               | 1989 | Positive                                                              | Actiespel                             |
| R.B.I. Baseball 2                                                      | 1991 | Domark Software                                                       | Sportspel                             |
| The Real Ghostbusters                                                  | 1989 | Activision                                                            | Actiespel                             |
| Realm of Chaos: Village of Lost Souls                                  | 1987 | Robico Software                                                       | Avonturenspel                         |
| Rebel Planet                                                           | 1986 | Adventuresoft                                                         | Avonturenspel                         |
| Rebelstar                                                              | 1987 | Firebird Software                                                     | Strategiespel                         |
| Reckless Rufus                                                         | 1992 | Alternative Software                                                  | Actiespel Strategiespel               |
| Red Arrows                                                             | 1985 | Database Software                                                     | Simulatiespel                         |
| Redhawk                                                                | 1986 | Melbourne House                                                       | Avonturenspel                         |
| Red Heat                                                               | 1989 | Ocean Software                                                        | Actiespel                             |
| Red Moon                                                               | 1985 | Rainbird Software                                                     | Avonturenspel                         |
| Renegade                                                               | 1987 | Imagine                                                               | Actiespel                             |
| Renegade III: The Final Chapter                                        | 1989 | Imagine                                                               | Actiespel                             |
| Rescate En El Golfo                                                    | 1990 | Opera Soft                                                            | Actiespel                             |
| Rescue from Atlantis                                                   | 1989 | Summit Software Dinamic Software                                      | Actiespel Avonturenspel               |
| Rescue on Fractalus!                                                   | 1986 | Activision                                                            | Actiespel                             |
| Return to Eden                                                         | 1984 | Level 9 Computing                                                     | Avonturenspel                         |
| Return to Oz                                                           | 1986 | U.S. Gold                                                             | Avonturenspel                         |
| Revolution                                                             | 1986 | U.S. Gold                                                             | Actiespel                             |
| Rex                                                                    | 1989 | Martech                                                               | Actiespel                             |
| Rick Dangerous                                                         | 1989 | Firebird Software                                                     | Actiespel                             |
| Rick Dangerous 2                                                       | 1990 | MicroStyle                                                            | Actiespel                             |
| Rick Davis's World Trophy Soccer                                       | 1989 | Virgin Mastertronic                                                   | Sportspel                             |
| Rigel's Revenge                                                        | 1987 | Mastertronic                                                          | Avonturenspel                         |
| RoadBlasters                                                           | 1988 | U.S. Gold                                                             | Actiespel Autoracespel                |
| Road Raider                                                            | 1988 | Gremlin Graphics Software                                             | Actiespel                             |
| Road Runner                                                            | 1987 | U.S. Gold                                                             | Actiespel Autoracespel                |
| Road Runner and Wile E. Coyote                                         | 1991 | Hi-Tec Software                                                       | Actiespel                             |
| Robbbot                                                                | 1986 | ERE Informatique                                                      | Actiespel                             |
| Robin Hood: Legend Quest                                               | 1993 | The Codemasters Software Company Limited                              | Actiespel                             |
| Robin of Sherwood: The Touchstones of Rhiannon                         | 1985 | Adventure International (UK)                                          | Avonturenspel                         |
| Robinson Crusoe                                                        | 1987 | Coktel Vision                                                         | Avonturenspel                         |
| RoboCop                                                                | 1989 | Ocean Software                                                        | Actiespel                             |
| RoboCop 2                                                              | 1990 | Ocean Software                                                        | Actiespel                             |
| Robozone                                                               | 1991 | Image Works                                                           | Actiespel                             |
| Rocco                                                                  | 1985 | Dinamic Software                                                      | Actiespel Sportspel                   |
| Rockford: The Arcade Game                                              | 1988 | Mastertronic                                                          | Strategiespel                         |
| Rock 'n Roll                                                           | 1989 | Rainbow Arts Software                                                 | Strategiespel                         |
| Rock'N Roller                                                          | 1988 | Topo Soft                                                             | Actiespel Autoracespel                |
| Rock Star Ate My Hamster                                               | 1989 | Codemasters                                                           | Strategiespel                         |
| The Rocky Horror Show                                                  | 1985 | CRL Group                                                             | Actiespel                             |
| Rodeo                                                                  | 1986 | Microïds                                                              | Sportspel                             |
| Rodland                                                                | 1991 | Storm                                                                 | Actiespel                             |
| Rogue                                                                  | 1988 | Mastertronic                                                          | RPG                                   |
| Rogue Trooper                                                          | 1986 | Piranha                                                               | Actiespel                             |
| Roland in Time                                                         | 1985 | Amsoft                                                                | Actiespel                             |
| Rollaround                                                             | 1988 | Mastertronic                                                          | Actiespel                             |
| Rolling Thunder                                                        | 1988 | U.S. Gold                                                             | Actiespel                             |
| Room Ten                                                               | 1986 | CRL Group                                                             | Actiespel                             |
| Roy of the Rovers                                                      | 1988 | Gremlin Graphics Software                                             | Sportspel                             |
| R-Type                                                                 | 1989 | Electric Dreams Software                                              | Actiespel                             |
| The Rubicon Alliance                                                   | 1987 | Reaktor Software                                                      | Actiespel Simulatiespel               |
| Ruff and Reddy in the Space Adventure                                  | 1990 | Hi-Tec Software                                                       | Actiespel                             |
| Runestone                                                              | 1985 | Firebird Software                                                     | Avonturenspel RPG                     |
| The Running Man                                                        | 1989 | Grandslam Entertainments                                              | Actiespel                             |
| Run the Gauntlet                                                       | 1989 | Ocean Software                                                        | Actiespel Autoracespel Sportspel      |
| Rush'n Attack                                                          | 1986 | Imagine Software                                                      | Actiespel                             |
| Rygar                                                                  | 1987 | U.S. Gold                                                             | Actiespel                             |
| Saboteur                                                               | 1986 | Durell Software                                                       | Actiespel                             |
| Saboteur II                                                            | 1987 | Durell Software                                                       | Actiespel                             |
| Sabre Wulf                                                             | 1985 | Ashby Computers and Graphics                                          | Actiespel                             |
| Sabrina                                                                | 1988 | MCM Software                                                          | Actiespel                             |
| The Saga of Erik the Viking                                            | 1984 | Mosaic Publishing                                                     | Avonturenspel                         |
| Sai Combat                                                             | 1986 | Mirrorsoft                                                            | Actiespel Simulatiespel               |
| Sailing                                                                | 1987 | Activision                                                            | Sportspel                             |
| Saint and Greavsie                                                     | 1989 | Grandslam Entertainments                                              | Sportspel Strategiespel               |
| Saint Dragon                                                           | 1990 | Storm                                                                 | Actiespel                             |
| Samantha Fox Strip Poker                                               | 1986 | Martech                                                               | Strategiespel                         |
| Samurai Trilogy                                                        | 1987 | Gremlin Graphics Software                                             | Actiespel                             |
| Samurai Warrior: The Battles of Usagi Yojimbo                          | 1988 | Firebird Software                                                     | Actiespel                             |
| Santa's Xmas Caper                                                     | 1991 | Zeppelin Games Limited                                                | Actiespel                             |
| Sapiens                                                                | 1986 | Loriciels                                                             | Actiespel Avonturenspel               |
| Saracen                                                                | 1987 | U.S. Gold                                                             | Actiespel Strategiespel               |
| SAS Combat Simulator                                                   | 1989 | The Codemasters Software Company Limited                              | Actiespel                             |
| Satan                                                                  | 1990 | Dinamic Software                                                      | Actiespel                             |
| Savage                                                                 | 1988 | Firebird Software                                                     | Actiespel                             |
| Scalextric: The Computer Edition                                       | 1987 | Leisure Genius                                                        | Autoracespel                          |
| Scapeghost                                                             | 1989 | Level 9 Computing                                                     | Avonturenspel                         |
| Scooby-Doo                                                             | 1986 | Elite Systems                                                         | Actiespel                             |
| Scooby-Doo and Scrappy-Doo                                             | 1991 | Hi-Tec Software                                                       | Actiespel                             |
| Score 3020                                                             | 1988 | Topo Soft                                                             | Actiespel                             |
| Scramble Spirits                                                       | 1990 | Grandslam Entertainments                                              | Actiespel                             |
| Scuba Kidz                                                             | 1989 | Silverbird Software                                                   | Actiespel                             |
| SDI: Strategic Defense Initiative                                      | 1989 | Activision                                                            | Actiespel                             |
| Seabase Delta                                                          | 1986 | Firebird Software                                                     | Avonturenspel                         |
| Seas of Blood                                                          | 1985 | Adventure International                                               | Avonturenspel                         |
| Seastalker                                                             | 1986 | Infocom                                                               | Avonturenspel                         |
| The Secret Diary of Adrian Mole Aged 13¾                               | 1985 | Mosaic Publishing                                                     | Avonturenspel                         |
| Sector 90                                                              | 1987 | Quicksilva                                                            | Actiespel                             |
| Seesaw                                                                 | 1985 | Quicksilva Amsoft                                                     | Actiespel                             |
| The Sentry                                                             | 1987 | Firebird Software                                                     | Strategiespel                         |
| Sergeant Seymour: Robot Cop                                            | 1992 | The Codemasters Software Company Limited                              | Actiespel                             |
| Seymour Goes to Hollywood                                              | 1991 | Codemasters                                                           | Actiespel                             |
| Sgrizam                                                                | 1985 | Dinamic Software                                                      | Actiespel                             |
| Shackled                                                               | 1988 | U.S. Gold                                                             | Actiespel                             |
| Shadow Dancer                                                          | 1991 | U.S. Gold                                                             | Actiespel                             |
| Shadowfire                                                             | 1986 | Beyond                                                                | Avonturenspel RPG                     |
| Shadow of the Beast                                                    | 1990 | Psygnosis Limited                                                     | Actiespel                             |
| Shadow Skimmer                                                         | 1987 | The Edge                                                              | Actiespel                             |
| The Shadows of Mordor                                                  | 1987 | Melbourne House                                                       | Avonturenspel                         |
| Shanghai                                                               | 1988 | Activision                                                            | Strategiespel                         |
| Shanghai Karate                                                        | 1988 | Players Software                                                      | Actiespel                             |
| Shanghai Warriors                                                      | 1989 | Players Software                                                      | Actiespel                             |
| Shao Lin's Road                                                        | 1987 | The Edge                                                              | Actiespel                             |
| Shard of Inovar                                                        | 1987 | Bulldog Software                                                      | Avonturenspel                         |
| Shark                                                                  | 1989 | Players Software                                                      | Actiespel                             |
| Sharkey's 3D Pool                                                      | 1989 | Firebird Software                                                     | Sportspel                             |
| Sharkey's Moll                                                         | 1991 | Zeppelin Games Limited                                                | Actiespel                             |
| Sherman M4                                                             | 1990 | Loriciel                                                              | Actiespel Simulatiespel Strategiespel |
| Shinobi                                                                | 1989 | Virgin Games The Sales Curve                                          | Actiespel                             |
| Ship of Doom                                                           | 1985 | Artic Computing                                                       | Avonturenspel                         |
| Shockway Rider                                                         | 1987 | FTL - Faster Than Light                                               | Actiespel                             |
| Short Circuit                                                          | 1987 | Ocean Software                                                        | Actiespel                             |
| Shufflepuck Cafe                                                       | 1989 | Brøderbund Software                                                   | Sportspel                             |
| Side Arms Hyper Dyne                                                   | 1988 | GO!                                                                   | Actiespel                             |
| Sidewalk                                                               | 1987 | Infogrames Multimedia                                                 | Actiespel Avonturenspel               |
| Sid Meier's Pirates!                                                   | 1987 | MicroProse Software                                                   | Actiespel Strategiespel               |
| Sigma 7                                                                | 1987 | Durell Software                                                       | Actiespel                             |
| Silent Service                                                         | 1986 | MicroProse Software MicroProse                                        | Simulatiespel                         |
| Silent Shadow                                                          | 1988 | Topo Soft                                                             | Actiespel                             |
| Silicon Dreams                                                         | 1986 | Rainbird Software                                                     | Avonturenspel                         |
| Silkworm                                                               | 1988 | Virgin Mastertronic                                                   | Actiespel                             |
| SimCity                                                                | 1989 | Infogrames Europe                                                     | Simulatiespel                         |
| The Simpsons: Bart vs. the Space Mutants                               | 1991 | Ocean Software Acclaim Entertainment                                  | Actiespel                             |
| Sir Fred                                                               | 1986 | Made in Spain                                                         | Actiespel                             |
| Sir Lancelot                                                           | 1984 | Melbourne House                                                       | Actiespel                             |
| Sirwood                                                                | 1990 | Opera Soft                                                            | Actiespel                             |
| Sito Pons 500cc Grand Prix                                             | 1990 | Zigurat                                                               | Autoracespel Sportspel                |
| Skateball                                                              | 1989 | Ubisoft                                                               | Actiespel Sportspel                   |
| Skateboard Kidz                                                        | 1988 | Silverbird Software                                                   | Actiespel Autoracespel Sportspel      |
| Skate Crazy                                                            | 1988 | Gremlin Graphics Software                                             | Sportspel                             |
| Skate or Die                                                           | 1989 | Electronic Arts                                                       | Sportspel                             |
| Skull & Crossbones                                                     | 1991 | Domark Software                                                       | Actiespel                             |
| Skweek                                                                 | 1989 | U.S. Gold                                                             | Actiespel Strategiespel               |
| Skyfox                                                                 | 1986 | Ariolasoft                                                            | Actiespel Simulatiespel               |
| Sky Shark                                                              | 1987 | Firebird Software                                                     | Actiespel                             |
| Sláine, the Celtic Barbarian                                           | 1987 | Martech                                                               | Avonturenspel                         |
| Slapshot                                                               | 1984 | Anirog Software                                                       | Actiespel Sportspel                   |
| Sliders                                                                | 1991 | Microïds                                                              | Actiespel Sportspel                   |
| Slightly Magic                                                         | 1991 | Codemasters                                                           | Actiespel                             |
| The Slugger                                                            | 1985 | Imagine                                                               | Actiespel Sportspel                   |
| Sly Spy: Secret Agent                                                  | 1990 | Ocean Software                                                        | Actiespel Autoracespel                |
| S*M*A*S*H*E*D                                                          | 1987 | Alternative Software                                                  | Avonturenspel                         |
| Smash T.V.                                                             | 1991 | Ocean Software                                                        | Actiespel                             |
| Snoopy: The Cool Computer Game                                         | 1989 | The Edge                                                              | Avonturenspel                         |
| Snowball                                                               | 1984 | Level 9 Computing                                                     | Avonturenspel                         |
| Snow Strike                                                            | 1990 | U.S. Gold Epyx                                                        | Actiespel Simulatiespel               |
| Soccer Mania                                                           | 1990 | Addictive Games                                                       |                                       |
| Soccer Pinball                                                         | 1992 | Codemasters                                                           | Simulatiespel                         |
| Soccer Rivals                                                          | 1991 | Cult Games                                                            | Sportspel                             |
| Soccer Star                                                            | 1989 | Cult Games                                                            | RPG Sportspel                         |
| Soccer Stars                                                           | 1992 | Empire Software                                                       | Sportspel                             |
| Software Star                                                          | 1985 | Addictive Games                                                       | Simulatiespel Strategiespel           |
| Soldier of Light                                                       | 1989 | RAD Games                                                             | Actiespel                             |
| Solid Gold                                                             | 1987 | U.S. Gold                                                             |                                       |
| Sol Negro                                                              | 1988 | Opera Soft                                                            | Actiespel                             |
| Solo                                                                   | 1989 | Opera Soft                                                            | Actiespel                             |
| Solomon's Key                                                          | 1987 | U.S. Gold                                                             | Actiespel Strategiespel               |
| Sonic Boom                                                             | 1990 | Activision                                                            | Actiespel                             |
| Sooty's Fun With Numbers                                               | 1990 | Alternative Software                                                  | Educatiespel                          |
| Sooty & Sweep                                                          | 1989 | Alternative Software                                                  | Actiespel                             |
| Sorcerer                                                               | 1986 | Infocom                                                               | Avonturenspel                         |
| Sorcerer Lord                                                          | 1987 | Personal Software Services                                            | Strategiespel                         |
| Sorcery                                                                | 1985 | Virgin Games                                                          | Actiespel                             |
| Sorcery+                                                               | 1985 | Virgin Games Amsoft                                                   | Actiespel                             |
| Soul of a Robot                                                        | 1986 | Mastertronic                                                          | Actiespel                             |
| Southern Belle                                                         | 1985 | Hewson Consultants                                                    | Simulatiespel                         |
| Soviet                                                                 | 1990 | Opera Soft                                                            | Actiespel Strategiespel               |
| Space Ace                                                              | 1988 | Gremlin Graphics Software                                             |                                       |
| Space Crusade                                                          | 1992 | Gremlin Graphics Software                                             | Strategiespel                         |
| Space Gun                                                              | 1992 | Ocean Software                                                        | Actiespel                             |
| Space Harrier                                                          | 1987 | Elite Systems                                                         | Actiespel                             |
| Space Harrier II                                                       | 1990 | Grandslam Entertainments                                              | Actiespel                             |
| Space Hawks                                                            | 1985 | Amsoft                                                                | Actiespel                             |
| Space Racer                                                            | 1988 | Loriciels                                                             | Autoracespel                          |
| Space School Simulator: The Academy                                    | 1987 | CRL Group                                                             | Actiespel Strategiespel               |
| Space Shuttle: A Journey into Space                                    | 1986 | Activision                                                            | Simulatiespel                         |
| Space Station Oblivion                                                 | 1987 | Incentive Software                                                    | Actiespel Strategiespel               |
| Spaghetti Western Simulator                                            | 1990 | Zeppelin Games Limited                                                | Actiespel                             |
| Special Operations                                                     | 1984 | M.C. Lothlorien                                                       | Avonturenspel Strategiespel           |
| Speed Buggy                                                            | 1987 | Elite Systems                                                         | Autoracespel                          |
| Speed King                                                             | 1986 | Mastertronic                                                          | Autoracespel                          |
| Speed Zone                                                             | 1988 | Mastertronic                                                          | Actiespel                             |
| Spellbound                                                             | 1985 | Mastertronic                                                          | Avonturenspel                         |
| Spellbreaker                                                           | 1986 | Infocom                                                               | Avonturenspel                         |
| Spherical                                                              | 1990 | Rainbow Arts Software                                                 | Actiespel Strategiespel               |
| Spiky Harold                                                           | 1986 | Firebird Software                                                     | Actiespel                             |
| Spindizzy                                                              | 1986 | Electric Dreams Software                                              | Actiespel                             |
| Spirits                                                                | 1987 | Topo Soft                                                             | Actiespel                             |
| Spitfire '40                                                           | 1986 | Mirrorsoft                                                            | Simulatiespel                         |
| Spitting Image: The Computer Game                                      | 1988 | Domark Software                                                       | Actiespel                             |
| Splat!                                                                 | 1985 | Amsoft                                                                | Actiespel                             |
| Split Personalities                                                    | 1986 | Domark Software                                                       | Actiespel Strategiespel               |
| Spooked                                                                | 1989 | Players Software                                                      | Actiespel                             |
| Spooky Castle                                                          | 1990 | Atlantis Software Limited                                             | Actiespel                             |
| Sporting Triangles                                                     | 1989 | CDS Software                                                          | Sportspel                             |
| Sports-A-Roni                                                          | 1987 | Gremlin Graphics Software                                             | Sportspel                             |
| Spy Hunter                                                             | 1986 | SEGA Enterprises U.S. Gold                                            | Actiespel Autoracespel                |
| Spy-Trek Adventure                                                     | 1986 | Americana Software Limited                                            | Avonturenspel                         |
| Spy vs Spy                                                             | 1985 | Beyond                                                                | Actiespel Strategiespel               |
| Spy vs. Spy III: Arctic Antics                                         | 1988 | Databyte                                                              | Actiespel Strategiespel               |
| Spy vs. Spy: The Island Caper                                          | 1987 | First Star Software                                                   | Actiespel Strategiespel               |
| Spy vs. Spy Trilogy                                                    | 1988 | Databyte                                                              | Actiespel Strategiespel               |
| The Spy Who Loved Me                                                   | 1990 | Domark Software                                                       | Avonturenspel                         |
| Stainless Steel                                                        | 1986 | Mikro-Gen                                                             | Actiespel                             |
| Star Control                                                           | 1990 | Accolade                                                              | Actiespel Strategiespel               |
| Starcross                                                              | 1986 | Infocom                                                               | Avonturenspel                         |
| Star Dust                                                              | 1987 | Topo Soft                                                             | Actiespel                             |
| Starglider                                                             | 1986 | Rainbird Software                                                     | Actiespel Simulatiespel               |
| Starion                                                                | 1985 | Melbourne House                                                       | Actiespel Strategiespel               |
| Starquake                                                              | 1986 | Bubble Bus Software                                                   | Actiespel                             |
| Star Raiders II                                                        | 1987 | Electric Dreams Software                                              | Actiespel Simulatiespel               |
| Star Rank Boxing                                                       | 1985 | Activision                                                            | Actiespel Sportspel                   |
| Star Sabre                                                             | 2008 | Cronosoft Psytronik Software                                          | Actiespel                             |
| Starstrike II                                                          | 1986 | Firebird Software                                                     | Actiespel Simulatiespel               |
| Starstrike I & II                                                      | 1988 | Silverbird Software                                                   |                                       |
| Star Trap                                                              | 1989 | Loriciels                                                             | Avonturenspel                         |
| Star Wars                                                              | 1987 | Domark Software                                                       | Actiespel                             |
| Star Wars: Droids                                                      | 1988 | Mastertronic                                                          | Actiespel                             |
| Star Wars: Return of the Jedi                                          | 1988 | Domark Software                                                       | Actiespel                             |
| Star Wars: The Empire Strikes Back                                     | 1988 | Domark Software                                                       | Actiespel                             |
| The Star Wars Trilogy                                                  | 1989 | Domark Software                                                       | Actiespel                             |
| Star Wreck                                                             | 1987 | Alternative Software                                                  | Avonturenspel                         |
| Stationfall                                                            | 1987 | Infocom                                                               | Avonturenspel                         |
| Steg the Slug                                                          | 1992 | Codemasters                                                           | Actiespel                             |
| Steve Davis Snooker                                                    | 1984 | Blue Ribbon Software CDS Software                                     | Simulatiespel Sportspel               |
| Stifflip & Co.                                                         | 1987 | Palace Software                                                       | Actiespel Avonturenspel               |
| Stir Crazy featuring BoBo                                              | 1988 | Infogrames Europe                                                     | Actiespel                             |
| Storm                                                                  | 1986 | Mastertronic                                                          | Actiespel                             |
| Stormbringer                                                           | 1987 | Mastertronic                                                          | Avonturenspel                         |
| Stormlord                                                              | 1989 | Hewson Consultants                                                    | Actiespel                             |
| The Story So Far: Vol 2                                                | 1989 | Elite Systems                                                         |                                       |
| The Story So Far: Vol 4                                                | 1990 | Elite Systems                                                         |                                       |
| Strange Loop                                                           | 1985 | Virgin Games                                                          | Actiespel                             |
| Streaker                                                               | 1987 | Bulldog Software                                                      | Actiespel                             |
| Street Cat                                                             | 1987 | Rainbow Arts Software                                                 | Actiespel Sportspel                   |
| Street Cred Boxing                                                     | 1989 | Players Software                                                      | Actiespel Sportspel                   |
| Street Cred Football                                                   | 1989 | Players Software                                                      | Actiespel Sportspel                   |
| Street Fighter                                                         | 1988 | GO!                                                                   | Actiespel                             |
| Street Gang                                                            | 1988 | Players Software                                                      | Actiespel                             |
| Street Hawk                                                            | 1986 | Ocean Software                                                        | Actiespel Autoracespel                |
| Street Machine                                                         | 1986 | Software Invasion                                                     | Autoracespel                          |
| Street Sports Basketball                                               | 1988 | U.S. Gold                                                             | Sportspel                             |
| Strider                                                                | 1989 | U.S. Gold                                                             | Actiespel                             |
| Strider 2                                                              | 1990 | U.S. Gold                                                             | Actiespel                             |
| Strike                                                                 | 1987 | Mastertronic                                                          | Sportspel                             |
| Strike Aces                                                            | 1990 | Activision                                                            | Simulatiespel                         |
| Strike Force: Cobra                                                    | 1986 | Piranha                                                               | Actiespel Strategiespel               |
| Strike Force Harrier                                                   | 1986 | Mirrorsoft                                                            | Simulatiespel                         |
| Striker                                                                | 1990 | Cult Games                                                            | Sportspel                             |
| Striker Manager                                                        | 1990 | Cult Games                                                            | Sportspel                             |
| Strip Poker                                                            | 1985 | Core                                                                  | Strategiespel                         |
| Strip Poker II Plus                                                    | 1988 | Anco Software                                                         | Strategiespel                         |
| Stryker in the Crypts of Trogan                                        | 1992 | Codemasters                                                           | Actiespel                             |
| S.T.U.N. Runner                                                        | 1990 | Domark Software                                                       | Autoracespel                          |
| Stunt Bike Simulator                                                   | 1988 | Silverbird Software                                                   | Actiespel Autoracespel                |
| Stuntman Seymour                                                       | 1992 | The Codemasters Software Company Limited                              | Actiespel                             |
| Stunt Track Racer                                                      | 1990 | MicroStyle                                                            | Autoracespel                          |
| Subbuteo                                                               | 1990 | Electronic Zoo                                                        | Sportspel Strategiespel               |
| Sub Hunter                                                             | 2011 | Psytronik Software                                                    | Actiespel                             |
| Subsunk                                                                | 1985 | Firebird Software                                                     | Avonturenspel                         |
| Subway Vigilante                                                       | 1989 | Players Software                                                      | Actiespel                             |
| Sudoku                                                                 | 2008 | Cronosoft                                                             | Strategiespel                         |
| Sultan's Maze                                                          | 1984 | Amsoft                                                                | Avonturenspel                         |
| Sun Star                                                               | 1987 | CRL Group                                                             | Actiespel                             |
| Super Bowl                                                             | 1986 | Ocean Software                                                        | Sportspel Strategiespel               |
| Supercars                                                              | 1990 | Gremlin Graphics Software                                             | Actiespel Autoracespel                |
| Super Cauldron                                                         | 1993 | Titus France                                                          | Actiespel                             |
| Super Cycle                                                            | 1986 | U.S. Gold                                                             | Autoracespel Sportspel                |
| Super Hang-On                                                          | 1987 | Electric Dreams Software                                              | Autoracespel                          |
| SuperHero                                                              | 1988 | Codemasters Software                                                  | Actiespel                             |
| Superheroes                                                            | 1991 | Domark Software                                                       |                                       |
| Superkid                                                               | 1990 | Atlantis Software Limited                                             | Actiespel                             |
| Superman: The Man of Steel                                             | 1989 | Tynesoft Computer Software                                            | Actiespel                             |
| Super Monaco GP                                                        | 1991 | U.S. Gold                                                             | Autoracespel                          |
| Super Nudge 2000                                                       | 1989 | Virgin Mastertronic                                                   | Simulatiespel                         |
| Super Pipeline II                                                      | 1985 | Taskset Amsoft                                                        | Actiespel                             |
| Super Robin Hood                                                       | 1986 | Codemasters                                                           | Actiespel                             |
| Super Scramble Simulator                                               | 1989 | Gremlin Graphics Software                                             | Actiespel Autoracespel                |
| Super Sega                                                             | 1991 | U.S. Gold                                                             | Actiespel                             |
| Super Seymour Saves the Planet                                         | 1991 | Codemasters                                                           | Actiespel                             |
| Super Skweek                                                           | 1991 | Loriciel                                                              | Actiespel Strategiespel               |
| Supersports: The Alternative Olympics                                  | 1988 | Gremlin Graphics Software                                             | Sportspel                             |
| Super Sprint                                                           | 1987 | Electric Dreams Software                                              | Autoracespel                          |
| Superstar Indoor Sports                                                | 1987 | Advance Software                                                      | Actiespel Sportspel                   |
| Superstar Seymour                                                      | 1992 | Codemasters                                                           | Actiespel                             |
| SuperStar Soccer                                                       | 1987 | Gremlin Graphics Software                                             | Actiespel Sportspel                   |
| Super Stock Car                                                        | 1990 | Virgin Mastertronic                                                   | Autoracespel                          |
| Super Tank Simulator                                                   | 1989 | Codemasters                                                           | Actiespel                             |
| Super Trolley                                                          | 1988 | Mastertronic                                                          | Actiespel                             |
| Super Trux                                                             | 1989 | Elite Systems                                                         | Autoracespel                          |
| Supreme Challenge                                                      | 1988 | Beau Jolly                                                            |                                       |
| Survivor                                                               | 1984 | Anirog Software                                                       | Actiespel                             |
| Survivor                                                               | 1987 | Topo Soft                                                             | Actiespel                             |
| The Survivors                                                          | 1988 | Atlantis Software Limited                                             | Actiespel                             |
| Suspect                                                                | 1986 | Infocom                                                               | Avonturenspel                         |
| Suspended                                                              | 1986 | Infocom                                                               | Avonturenspel                         |
| Swap                                                                   | 1990 | Microïds                                                              | Strategiespel                         |
| Sweevo's World                                                         | 1986 | Gargoyle Games                                                        | Actiespel Avonturenspel               |
| Switchblade                                                            | 1990 | Gremlin Graphics Software                                             | Actiespel                             |
| S.W.I.V.                                                               | 1991 | Storm                                                                 | Actiespel                             |
| Swords & Sorcery                                                       | 1986 | PSS                                                                   | RPG                                   |
| The Sydney Affair                                                      | 1986 | Infogrames Multimedia                                                 | Avonturenspel                         |
| Tau Ceti                                                               | 1986 | CRL Group                                                             | Actiespel Strategiespel               |
| Uchi Mata                                                              | 1987 | Martech                                                               | Actiespel                             |
| Ulises                                                                 | 1989 | Opera Soft                                                            | Actiespel                             |
| Une affaire en or                                                      | 1985 | Free Game Blot                                                        | Strategiespel                         |
| U.N. Squadron                                                          | 1990 | U.S. Gold                                                             | Actiespel                             |
| The Untouchables                                                       | 1989 | Ocean Software                                                        | Actiespel                             |
| Uridium                                                                | 1987 | Hewson Consultants                                                    | Actiespel                             |
| V                                                                      | 1986 | Ocean Software                                                        | Actiespel                             |
| Vagan Attack                                                           | 1985 | Atlantis Software Limited                                             | Simulatiespel Strategiespel           |
| Vampire                                                                | 1986 | Codemasters Dinamic Software                                          | Actiespel                             |
| Vectorball                                                             | 1988 | Mastertronic                                                          | Actiespel                             |
| Vendetta                                                               | 1990 | System 3 Software                                                     | Actiespel                             |
| VENOM Strikes Back                                                     | 1988 | Gremlin Graphics Software                                             | Actiespel                             |
| Vera Cruz                                                              | 1985 | Infogrames Multimedia                                                 | Avonturenspel                         |
| Vermeer                                                                | 1987 | Ariolasoft                                                            | Strategiespel                         |
| The Very Big Cave Adventure                                            | 1986 | CRL Group                                                             | Avonturenspel                         |
| Viaje Al Centro De La Tierra                                           | 1989 | Topo Soft                                                             | Actiespel Avonturenspel               |
| Video Card Arcade                                                      | 1988 | CDS Software                                                          | Strategiespel                         |
| Videoworld                                                             | 1987 | WOW Software                                                          | Avonturenspel                         |
| Vigilante                                                              | 1989 | U.S. Gold                                                             | Actiespel                             |
| The Vikings                                                            | 1986 | Status Software Kele Line                                             | Actiespel                             |
| Vindicators                                                            | 1989 | Domark Software                                                       | Actiespel                             |
| The Vindicator!                                                        | 1988 | Imagine Software                                                      | Actiespel                             |
| Virtual Reality Studio                                                 | 1991 | Domark Software                                                       |                                       |
| Virtual Worlds: The 3D Game Collection                                 | 1991 | Domark Software                                                       |                                       |
| Vixen                                                                  | 1988 | Martech                                                               | Actiespel                             |
| Viz: The Game                                                          | 1991 | Virgin Games                                                          | Actiespel Autoracespel                |
| Volleyball Simulator                                                   | 1989 | Rainbow Arts Software                                                 | Sportspel                             |
| Vulcan: The Tunisian Campaign                                          | 1987 | Cases Computer Simulations                                            | Strategiespel                         |
| Wacky Darts                                                            | 1992 | Codemasters                                                           | Sportspel                             |
| Wacky Races                                                            | 1992 | Hi-Tec Software                                                       | Actiespel Autoracespel                |
| Wanderer                                                               | 1989 | Elite Systems                                                         | Actiespel Strategiespel               |
| Wanted                                                                 | 1990 | Players Software                                                      | Actiespel                             |
| W.A.R                                                                  | 1986 | Martech                                                               | Actiespel                             |
| War Cars Construction Set                                              | 1987 | Firebird Software                                                     | Autoracespel                          |
| War Hawk                                                               | 1986 | Firebird Software                                                     | Actiespel                             |
| War Machine                                                            | 1989 | Players Software                                                      | Actiespel                             |
| Waterloo                                                               | 1986 | M.C. Lothlorien                                                       | Strategiespel                         |
| The Way of the Exploding Fist                                          | 1985 | Melbourne House                                                       | Actiespel                             |
| The Way of the Tiger                                                   | 1986 | Gremlin Graphics Software                                             | Actiespel                             |
| We Are the Champions                                                   | 1988 | Ocean Software                                                        |                                       |
| WEC Le Mans                                                            | 1988 | Imagine Software                                                      | Actiespel Autoracespel Simulatiespel  |
| Wells & Fargo                                                          | 1988 | Topo Soft                                                             | Actiespel                             |
| Welltris                                                               | 1990 | Infogrames Europe                                                     | Strategiespel                         |
| Werewolf Simulator                                                     | 1988 | Top Ten Software                                                      | Avonturenspel                         |
| Werewolves of London                                                   | 1987 | Mastertronic Viz Design                                               | Actiespel Avonturenspel               |
| Werner: Let's go!                                                      | 1987 | Ariolasoft UK                                                         | Actiespel Simulatiespel               |
| West Bank                                                              | 1985 | Gremlin Graphics Software Dinamic Software                            | Actiespel                             |
| Western Games                                                          | 1987 | Magic Bytes                                                           | Actiespel                             |
| West Phaser                                                            | 1989 | Loriciel                                                              | Actiespel                             |
| Where in the World is Carmen Sandiego?                                 | 1990 | Microïds                                                              | Educatiespel                          |
| Who Dares Wins II                                                      | 1986 | Alligata Software                                                     | Actiespel                             |
| Whopper Chase                                                          | 1987 | Erbe Software                                                         | Actiespel                             |
| Wild Streets                                                           | 1989 | Titus Software                                                        | Actiespel                             |
| Wild West Seymour                                                      | 1992 | Codemasters                                                           | Actiespel                             |
| Willow Pattern                                                         | 1985 | Firebird Software                                                     | Actiespel                             |
| Windsurf Willy                                                         | 1989 | Silmarils                                                             | Simulatiespel Sportspel               |
| Wings of Fury                                                          | 1990 | Loriciel                                                              | Actiespel                             |
| Winners!                                                               | 1989 | U.S. Gold                                                             |                                       |
| The Winning Team                                                       | 1991 | Domark Software                                                       |                                       |
| Winter Games                                                           | 1986 | U.S. Gold                                                             | Actiespel Sportspel                   |
| Winter Sports                                                          | 1985 | Electric Dreams Software                                              | Actiespel Sportspel                   |
| Winter Wonderland                                                      | 1987 | Incentive Software                                                    | Avonturenspel                         |
| Wishbringer                                                            | 1986 | Infocom                                                               | Avonturenspel                         |
| The Witness                                                            | 1986 | Infocom                                                               | Avonturenspel                         |
| Wizard's Lair                                                          | 1985 | Bubble Bus Software                                                   | Actiespel                             |
| Wizard Warz                                                            | 1987 | GO!                                                                   | Actiespel                             |
| Wizard Willy                                                           | 1989 | Cartoon Time                                                          | Actiespel                             |
| Wizball                                                                | 1987 | Ocean Software                                                        | Actiespel                             |
| Wiz Biz                                                                | 1987 | Alternative Software                                                  | Avonturenspel                         |
| Wolfman                                                                | 1988 | CRL Group                                                             | Avonturenspel                         |
| Wonder Boy                                                             | 1987 | Activision                                                            | Actiespel                             |
| Wonder Boy in Monster Land                                             | 1989 | Activision                                                            | Actiespel                             |
| World Championship Boxing Manager                                      | 1990 | Goliath Games                                                         | Simulatiespel Sportspel               |
| World Championship Soccer                                              | 1990 | Elite Systems                                                         | Sportspel                             |
| World Class Leader Board                                               | 1988 | U.S. Gold                                                             | Sportspel                             |
| World Class Rugby                                                      | 1991 | Audiogenic Software                                                   | Sportspel                             |
| World Class Soccer                                                     | 1990 | U.S. Gold                                                             | Sportspel                             |
| World Cup                                                              | 1985 | Artic Computing                                                       | Sportspel                             |
| World Cup Carnival                                                     | 1986 | U.S. Gold                                                             | Sportspel                             |
| World Cup Soccer                                                       | 1985 | Macmillan                                                             | Actiespel Educatiespel Sportspel      |
| World Games                                                            | 1987 | U.S. Gold                                                             | Actiespel Sportspel                   |
| World Karate Championship                                              | 1986 | System 3 Software                                                     | Actiespel Sportspel                   |
| World Soccer                                                           | 1990 | Zeppelin Games Limited                                                | Simulatiespel Sportspel               |
| The Worm in Paradise                                                   | 1986 | Level 9 Computing                                                     | Avonturenspel                         |
| Wrestling Superstars                                                   | 1993 | Codemasters                                                           | Sportspel                             |
| Wriggler                                                               | 1985 | Romantic Robot                                                        | Actiespel                             |
| WWF Wrestlemania                                                       | 1991 | Ocean Software                                                        | Actiespel Sportspel                   |
| Xanagrams                                                              | 1984 | Amsoft                                                                | Educatiespel                          |
| Xcel                                                                   | 1986 | Mastertronic                                                          | Actiespel Simulatiespel               |
| Xeno                                                                   | 1986 | A&F Software                                                          | Actiespel Strategiespel               |
| Xenon                                                                  | 1988 | Melbourne House                                                       | Actiespel                             |
| Xenophobe                                                              | 1989 | MicroStyle                                                            | Actiespel                             |
| Xevious                                                                | 1986 | U.S. Gold Americana Software Limited                                  | Actiespel                             |
| Xor                                                                    | 1987 | Logotron Entertainment                                                | Strategiespel                         |
| X-Out                                                                  | 1990 | Rainbow Arts Software                                                 | Actiespel                             |
| Xybots                                                                 | 1989 | Domark Software                                                       | Actiespel                             |
| Xyphoes Fantasy                                                        | 1991 | Silmarils                                                             | Actiespel                             |
| Yabba Dabba Doo!                                                       | 1986 | Quicksilva                                                            | Actiespel                             |
| Yes Prime Minister                                                     | 1987 | Mosaic Publishing                                                     | Simulatiespel                         |
| Yie Ar Kung-Fu                                                         | 1986 | Imagine Software                                                      | Actiespel                             |
| Yie Ar Kung-Fu 2: The Emperor Yie-Gah                                  | 1987 | Imagine Software                                                      | Actiespel                             |
| Yogi Bear                                                              | 1987 | Alternative Software Piranha                                          | Actiespel                             |
| Yogi's Great Escape                                                    | 1990 | Hi-Tec Software                                                       | Actiespel                             |
| Zampabolas                                                             | 1989 | SYSTEM 4 de España                                                    | Actiespel                             |
| Zap't'Balls                                                            | 1992 | CPC Amstrad International                                             | Actiespel                             |
| Zap't'Balls: The Advanced Edition                                      | 1992 | Elmsoft                                                               | Actiespel                             |
| Zoids                                                                  | 1986 | Martech                                                               | Actiespel                             |
| Zolyx                                                                  | 1987 | Firebird Software                                                     | Actiespel                             |
| Zombi                                                                  | 1986 | Ubisoft                                                               | Actiespel Avonturenspel               |
| Zona 0                                                                 | 1991 | Topo Soft                                                             | Autoracespel Strategiespel            |
| Zone Trooper                                                           | 1988 | Gamebusters                                                           | Actiespel                             |
| Zork: The Great Underground Empire                                     | 1986 | Infocom                                                               | Avonturenspel                         |
| Zork II: The Wizard of Frobozz                                         | 1986 | Infocom                                                               | Avonturenspel                         |
| Zork III: The Dungeon Master                                           | 1986 | Infocom                                                               | Avonturenspel                         |
| Zorro                                                                  | 1986 | U.S. Gold                                                             | Actiespel Strategiespel               |
| Z-Pilot                                                                | 1987 | Alligata Software                                                     | Actiespel                             |
| Zub                                                                    | 1987 | Mastertronic                                                          | Actiespel                             |
| Zynaps                                                                 | 1987 | Hewson Consultants                                                    | Actiespel                             |